# JR西日本321系電車
321系電車（321けいでんしゃ）は、西日本旅客鉄道（JR西日本）の直流通勤形電車。

## 概要
東海道本線・山陽本線（JR京都線・JR神戸線）の普通電車（京阪神緩行線）で使用されていた201系・205系の置き換えと、JR福知山線脱線事故で廃車となった207系の補充のために製造され、2005年（平成17年）12月1日より営業運転を開始した。編成記号はD。
JR西日本では通勤形電車として1991年（平成3年）から2003年（平成15年）まで207系が改良を重ねながら製造されたが、投入開始から約15年経過し、その後の社会情勢の変化や技術の進歩に対して充分な対応が困難となり始めていた。そこで陳腐化の目立つ各駅停車用の201系・205系の置き換えを行うに当たり全面的な設計の見直しが図られた本形式が開発された。
力行・ブレーキの台車単位制御やイーサネットを活用した車内伝送システム、側構体のレーザー溶接など、自社・他社での15年間の技術開発や運用で得られた成果を積極的に取り入れ、随所に新機軸を盛り込んだ。コストダウンや工期短縮にも配慮され、部材別組立・後取り付けのユニット化や構体の全車共通設計化が図られている。
当初は2005年（平成17年）中に7両編成×16本、翌2006年（平成18年）に同20本の計7両編成×36本252両が製造される予定であったが、実際には2005年（平成17年）に7両編成×20本、2006年（平成18年）に同19本の計7両編成×39本273両が製造された。これは、脱線事故で廃車になった207系の補充に入っていた103系の置き換え、また「ゆとりダイヤ」の実施や207系の帯色変更に伴う運用離脱で必要編成数が増加したためである。

## 車両概説

### 車体
SUS304ステンレス鋼を使用した連続溶接構造とした。幅2,950 mmのワイドボディであり、1両の片側に4つの客用扉を持つ形態となっている。ドアピッチは207系と同じ4,700 mm（ドア中心間）である。断面は近郊形との共通化を念頭に置き、207系とも223系とも異なる新形状が起こされた。207系では構体に骨構造に外板をビード加工（断面が凹凸の細い帯状の補強構造）したものを組み合わせるものなしてたが、本形式では2003年（平成15年）の223系5000番台で採用された、戸袋部を2シート工法、窓部を骨組み工法とすることでビードが廃止された。側構体腰部・吹き寄せ部にはレーザー溶接に変更され、従来より外観平滑性の高い構造となっている。外板厚は2.0 mmであり、レーザー溶接と相まって223系などを上回る車体強度を有する。207系に比べ床面高さを30 mm、屋根高さを70 mm下げ、バリアフリー化と低重心化が図られている。一方で床を207系より5 mm厚くし、床材も塩化ビニールからゴムチップに変更することで車内騒音・振動を軽減する設計である。
コストダウンや車種変更の容易化を目的に、各車の構造は極力共通化されている。パンタグラフ搭載スペースは全車種に2か所ずつ設けられたほか、台枠も全車共通設計で、どの車種にも車両制御装置・空気圧縮機・蓄電池を搭載できる。
207系の側窓はドア間が固定、連結面寄りが下降式で、車体片側の妻面下降窓の幅を拡げるため貫通路を車体中心からオフセット配置し、消火器は妻窓下の車外に設け取り出す際は窓を下げる必要があった。本系列では火災時の対応や妻構体の近郊形との共通化を考慮し、片側1面にあたり2か所の窓を下降窓とし、貫通路は中央に配置し妻窓は廃止され、消火器は室内側から取り出せるように改良されている。

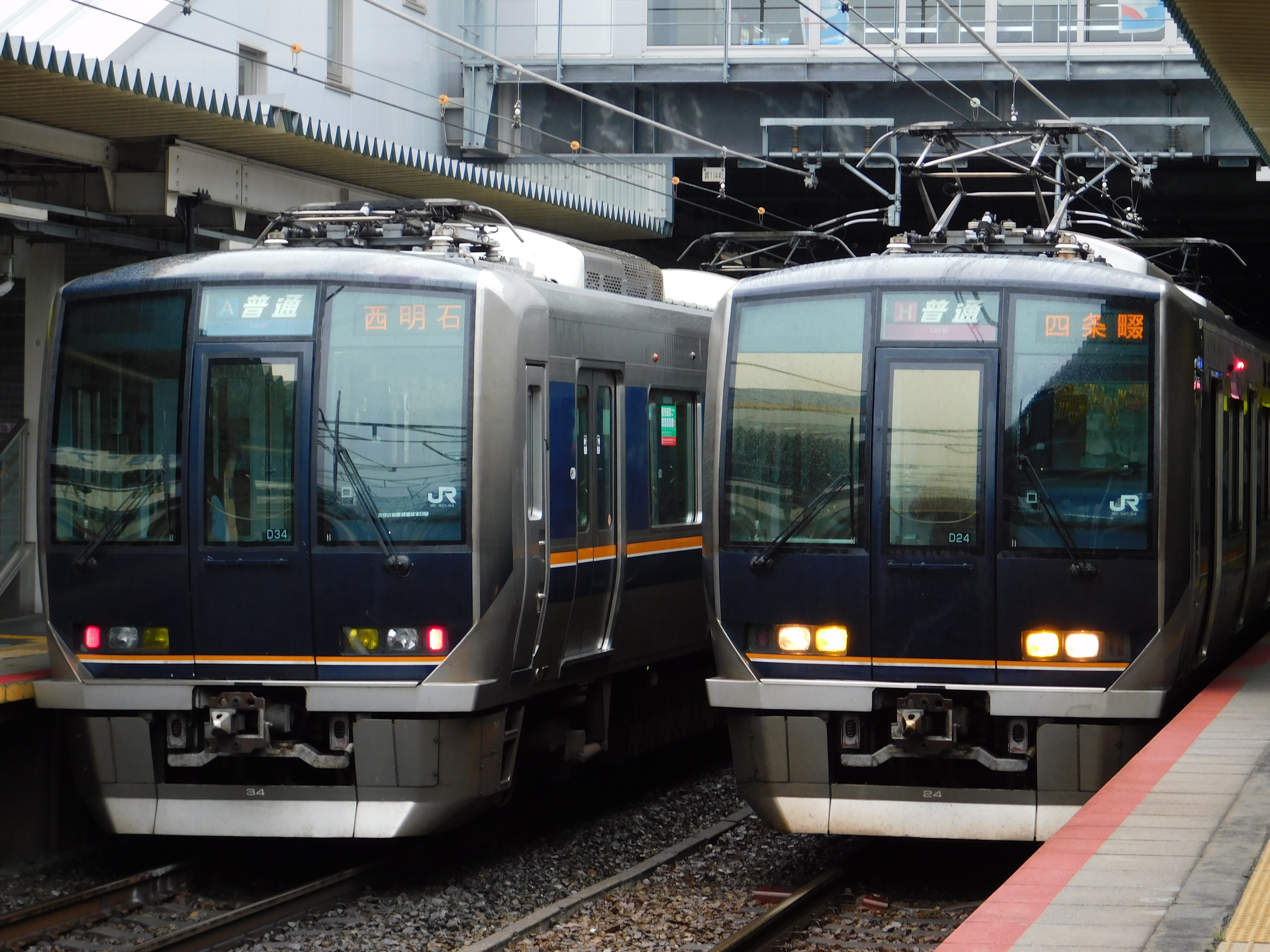
尼崎駅に停車中の321系。

先頭車前面のデザインは207系のイメージを踏襲しつつ、フォグランプの追加や下部の三角形の装飾、前面の濃紺色（計画時は黒）仕上げで、車体下に設置される排障器（スカート）は強度を207系の強化型（製造途中に設計変更）よりさらに向上した新型を使用している。この部分は普通鋼製となっており、紺色仕上げ面以外の部分は銀色の塗装がなされている。なお、側面先端部分には紺色のグラデーションが入れられている。
車体塗装は当初、側面が旧塗装の207系と同一の窓下に濃淡ブルー帯、前面が先述の通り黒色仕上げとなるデザインが公表されていたが、実際の落成に際して帯色は濃紺色とオレンジ色の配色に、前面は先述の通り濃紺色仕上げにそれぞれ変更され、戸袋部分には当初の予定にはなかった濃紺色帯が追加された。本形式落成後、207系は全車、205系は京阪神緩行線用の編成が同じデザインに変更されている。
車外の行先案内設備は、221系以来の幕式種別表示器とLED式行先表示器を採用している。207系では省略されていた号車表示機能が設けられており、その分表示機の横寸法が長くなった。前面のLED行先表示器の文字が223系2000番台と同様のゴシック体になった。
207系と同じ調律のミュージックホーンが引き続き採用されている。他形式車と同様にペダルを軽く踏むとミュージックホーンだけが、強く踏むと通常の空気笛が同時に鳴る仕組みである。

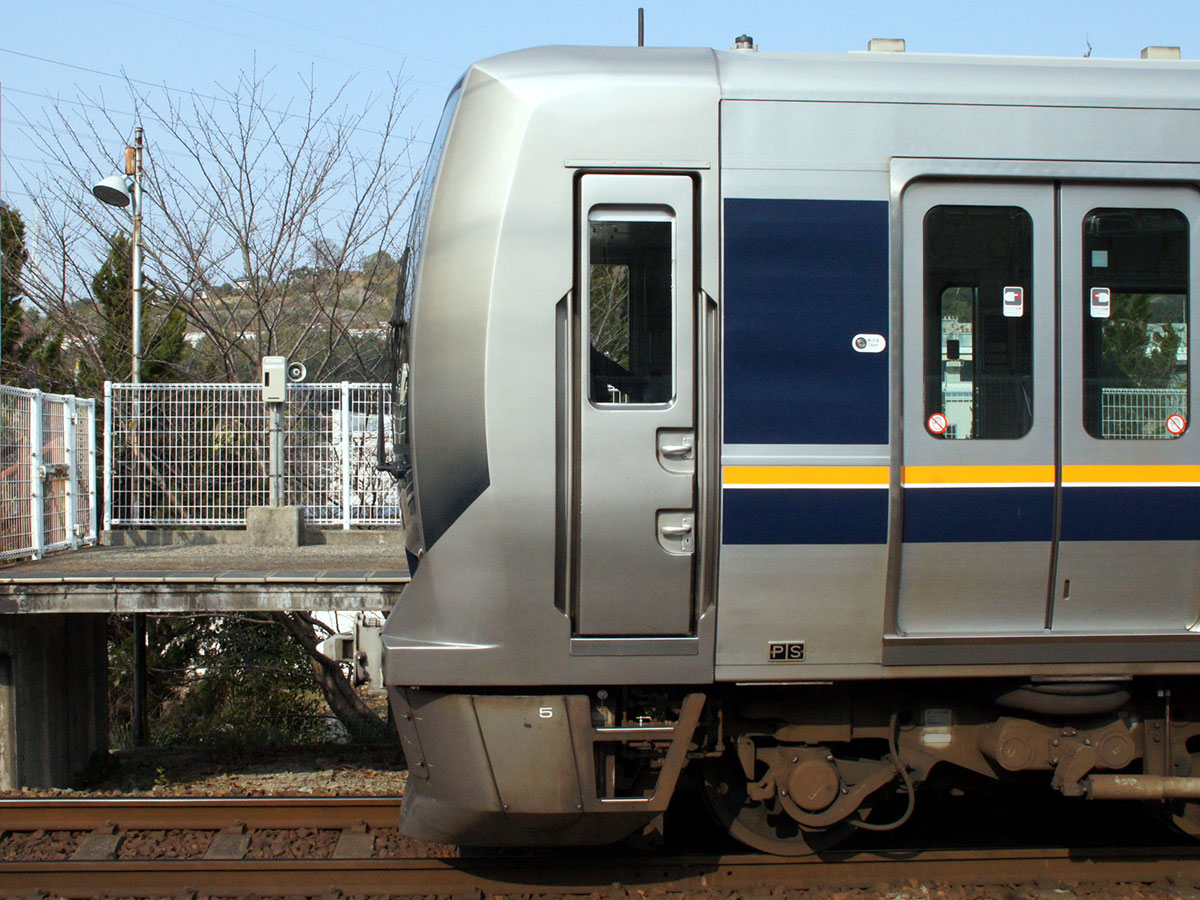
先頭車側面部
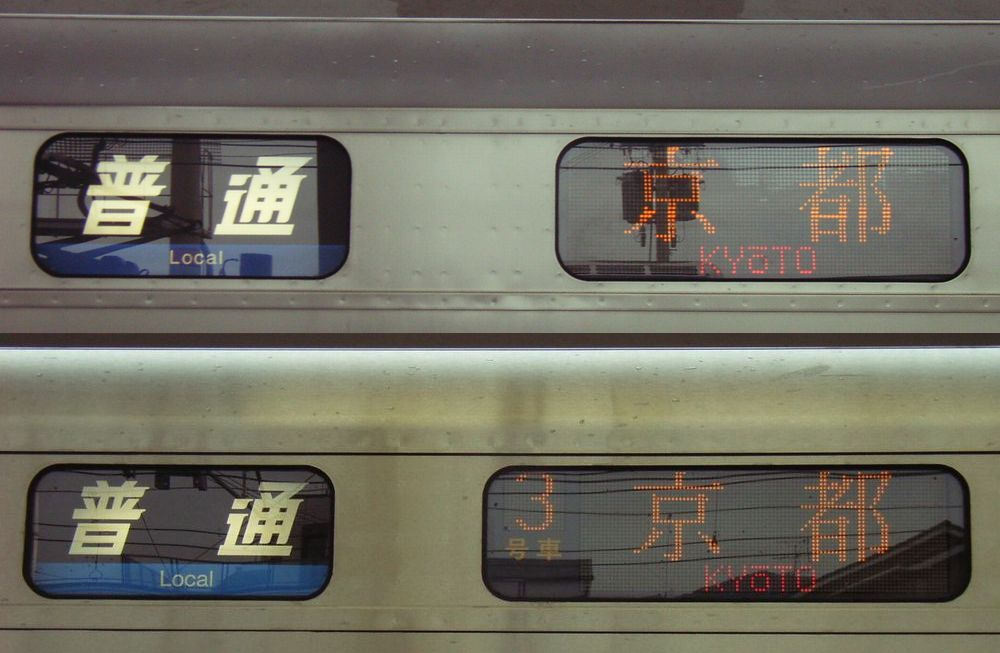
上が207系、下が321系の行先表示器

### 車内
車内の配色は、207系がアイボリーの内壁とベージュの床であったのに対し、本系列では薄いグレーの内壁と濃いグレーの床が採用された。また、妻面は灰色、妻面貫通扉はステンレス無塗装とし、運転台仕切りはグレーで塗り分けられ、アクセントとなっている。手摺りなどの構造も大幅に簡略化され、コストの低減と内装との統一が図られている。妻面には大型の路線図が掲示されている。
座席は全てバケットシートタイプのロングシートで、車端部は4人掛、440 mmとして在来車と同様の設計である。ドア間は207系の7人掛から6人掛に減らし、その分一人当たりの幅を440 mmから470 mmに拡げることで座り心地にゆとりを持たせるとともに、出入り口付近のスペースを拡大することで乗客の流れをスムーズにする狙いである。座面高さは207系より35 mm高い450 mmとすることで、207系と比較して低反発なクッション材と相まって高齢者が立ち上がる際の負担軽減を狙ったものである。座席モケットは従来より濃い青色で、外装が青主体だった計画時のものがそのまま採用されていたが、2010年（平成22年）4月頃より緑色に変更された。翌2011年からはつり革も交換・増設が行われている。
D14編成以降は改正された火災対策の条文が適用されることとなり、蛍光灯カバー・天井化粧板の材質変更や貫通扉のドアキャッチャ廃止がなされた。以後の車両の蛍光灯カバーは特殊樹脂でコーティングしたガラス繊維製で、デザインも強い丸みを持ち、つり革の支持棒と一体化するという、独特のものに変更されている。
ドアエンジンは直動空気式である WTK112B を採用し、閉扉時の隙間風防止機構および戸閉予告チャイムを備える。戸挟検知機能および戸閉予告表示も準備工事されている。客室扉の車外および車内の横には、扉が半自動時において乗客が任意で扉を扱うことができる扉個別スイッチを搭載している。この機能の稼動を、207系では扉を動かすスイッチの脇に設けられた電照パネルに「ドア」の文字を表示することで告知していたが、321系ではスイッチボタン周縁が光る方式に変更された。
JR西日本の通勤・近郊形では初めて、各車両に19インチの液晶ディスプレイが計12面設置された。実表示領域は1280x960で、アスペクト比は4：3である。ディスプレイは2面1セットを前後に配したユニットをドア間天井に座席と直角（枕木と平行）の向きで設置している。通常時は、左側画面に現在位置や駅名・乗り換え路線などが表示されているが、2009年（平成21年）12月17日より、京阪神近郊エリアの主要線区および東海道新幹線・山陽新幹線において、30分以上の列車の遅れが発生または見込まれる場合に文字による運行情報が表示されるようになった。また、ダイヤが大幅に乱れ車両運用が変更された場合、「JR西日本」のロゴが表示される。右側画面にCM放送（WESTビジョン）を表示している。音声は出ないため、CMの中には吹き出しや字幕が追加された独自仕様となっているものもある。なお、停車駅での階段やエスカレーター位置などの案内はなされていない。
駅名の表示は日本語以外では英語には当初から対応していたが、2016年（平成28年）12月24日から大阪環状線に323系が導入された後に、本系列でもソフト改修が行われ、中国語・韓国語の表示にも対応するようになった。

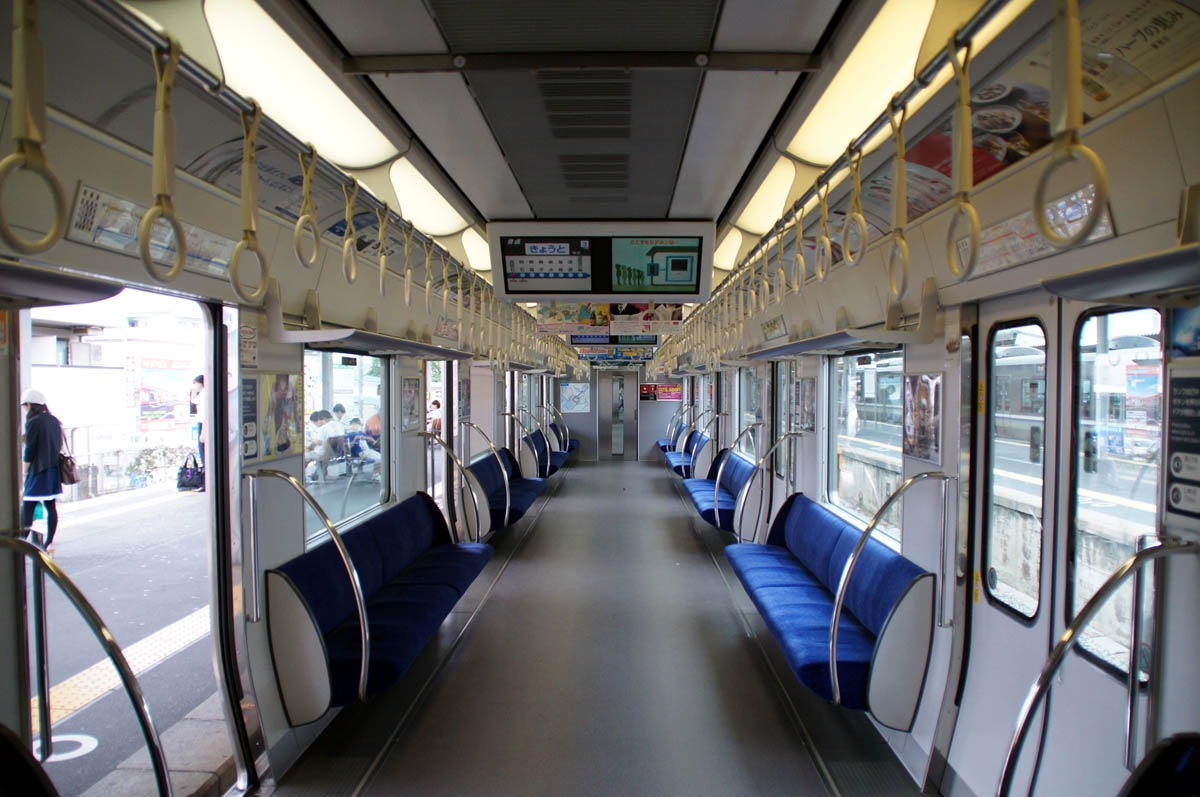
運転開始当初の車内
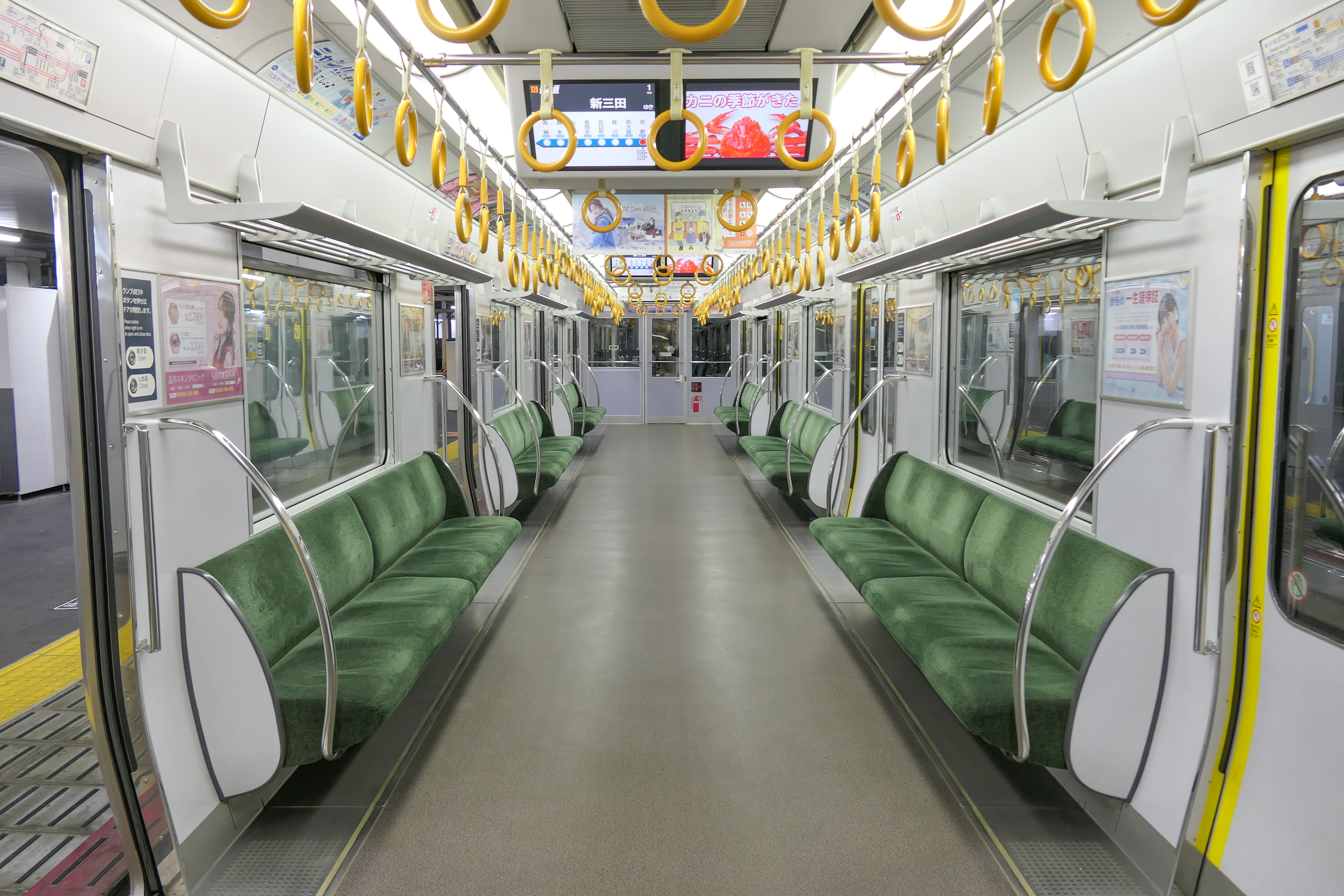
吊り手が225系仕様になり、緑色の座席となった車内
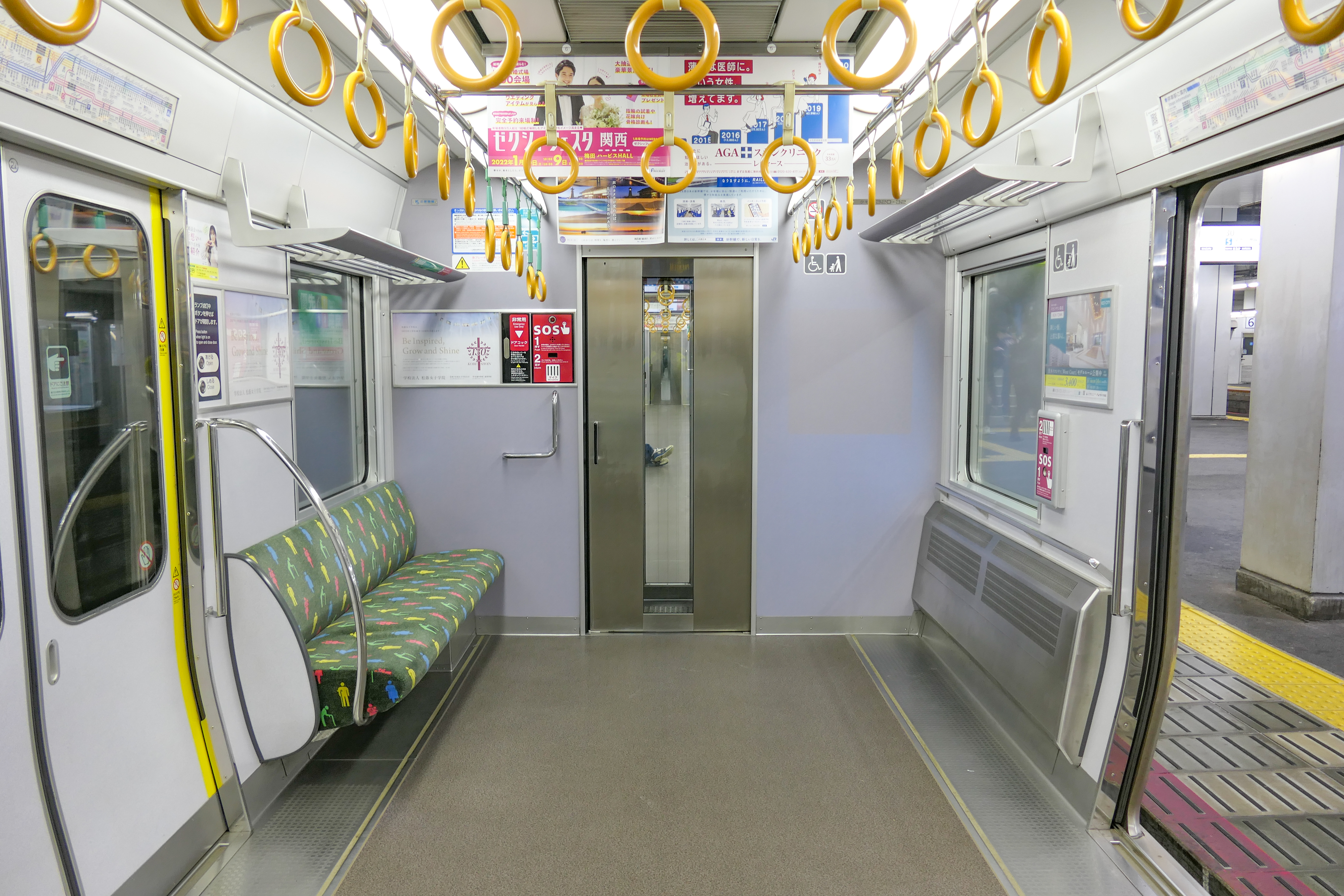
車椅子スペース
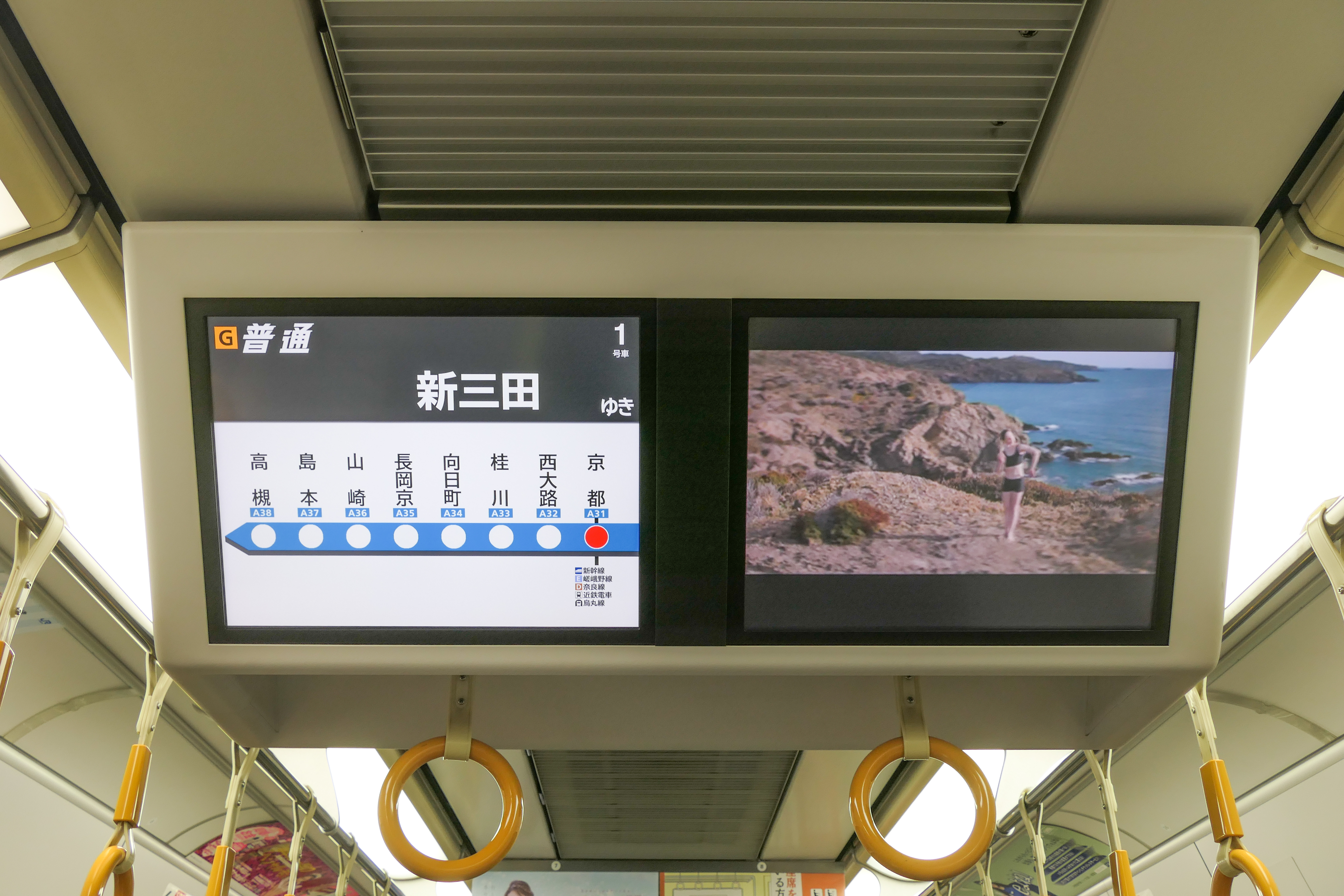
車内案内表示器

### 主要機器
本系列では先行して設計された支線区用の125系と同様、各電動車の後位寄り台車のみを主電動機を装架する電動台車とし、全電動車ないしそれに準じた編成とすることで1列車として運行するのに必要な出力を確保している。この「0.5Mシステム」の導入により、編成内各車の重量均一化と牽引力の分散による車両間衝動の抑制、冗長性の確保、編成組成の自由度の向上、前述の全車共通設計による設計・製造の合理化が図られた。また、MT比1：3まで主電動機を開放した状態で35 ‰上り勾配での起動が可能となっている。
最高速度は120 km/h、台車・ブレーキなどの改造で130 km/hへの向上に対応する。
なお、メディア報道では、本系列が両先頭車を電動車としたことを捉え、電動車が付随車に比べて重心が低く転覆し難いという理由により、JR福知山線脱線事故の影響で急遽設計変更したかのように報じる向きもあったが、先に125系でこれが採用されていることもあるため、これは誤りである（これらの報道の中で先頭車の運転台寄り台車が従台車であることや､「0.5M システム」の導入目的について触れたものはない）。
Mc車およびM車に搭載された集電装置によって取り入れられた直流1,500 Vは、下り寄りに隣接するM'車およびM'c車にも車間に渡されたWKE20ジャンパ連結器を介して車両制御装置に供給される。補助電源に関してはWKE21ジャンパ連結器を介して編成に引き通されており、異常時の冗長性を確保している。このほか低圧回路用（直流100 V）のWKE108ジャンパ連結器、情報配信装置用のMY119コネクタを備え、元空気だめ管（MRP）引き通しは連結器直下に設置されている。
車両制御装置の社内形式はWPC15で、三菱電機・日立製作所・東芝・東洋電機製造の4社が製造した。基本的に競作だが、三菱電機製は東洋電機製造のOEMであり、ソフトウェアも同社のものとなっている。
主回路部はIGBTによる2レベル電圧形PWMインバータ1基で2基の電動機を制御する、いわゆる1C2M構成のVVVFインバータを搭載し、速度センサレスベクトル制御に対応する。補助電源部もIGBTを用いた2レベル電圧形PWMインバータを用いており､CVCF制御することで三相交流440 V/60 Hzを出力し、定格容量75 kVAを得る。他車の補助電源部と並列運転を行うことで、1基当たりの容量小型化および故障時の編成全体での冗長性を確保する設計である。また、223系での1C1M制御に比べて半導体素子数の削減を図っている。
電動空気圧縮機（CP）は223系2000番台などの実績である除湿装置一体型の低騒音形スクリュー式 WMH3098-WRC1600 がモハ321形に搭載されている。
主電動機は自己通風かご形三相誘導電動機 WMT106 で、センサレスベクトル制御の採用により速度センサを省略、このスペースを活用することで磁気回路の増量を図り、1時間定格出力270 kW/1100 Vを実現している。この出力増強は回生ブレーキの負担割合向上を目的としたものであることから、力行性能は223系と同程度に抑えている。回転数は定格2955 rpm 、許容5830 rpmで、130 km/h運転にも対応可能な高速性能を有する。
駆動装置はJR西日本標準のWNドライブで、歯車比は近郊形と共通の15：98（1：6.53）となっている。
台車は、223系2000番台のWDT59・WTR243をベースとした軸梁式のボルスタレス台車のWDT63（動台車）・WTR246 もしくは WTR246A（付随台車）が新たに設計された。バリアフリー化への社会的な要請に対応すべく、ベースとなったWDT59・WTR243系台車と比較して空気ばね上面高さを15 mm下げて床面高さを低減させ、空気ばね中心間隔を20 mm拡げロール剛性が高められている。空気ばね自体も、前後方向に柔らかく左右方向に硬い設計とした異方性空気ばねとすることで曲線通過性能と乗り心地の両立が図られている。
基礎ブレーキは、WDT63 が踏面ユニットブレーキ、WTR246 がSJシリンダによる踏面ブレーキと1軸1枚のディスクブレーキとし、Mc車およびM'c車の WTR246A に関してはSJシリンダ踏面ブレーキに代わって駐車ブレーキ機能を内蔵した踏面ユニットブレーキを搭載する。
最高運転速度が120 km/hであることから、構成部品を223系2000番台と共通としつつも、軸ダンパー、アンチローリング装置、各軸制御用滑走検知を準備工事としている。また、省メンテナンス化を図るために速度発電機の非接触化、制輪子・ブレーキライニング着脱のワンタッチ化、ワンタッチカプラ化された空気ホースを採用する。
集電装置はJR西日本標準の下枠交差式パンタグラフの WPS27D である。最初の9編成はMc・M車後位寄り（車体西側）の第一パンタグラフのみとし、第二パンタグラフ側は台座と碍子をつけた準備工事状態で落成した。D10編成以降JR東西線乗り入れのため落成時から2基搭載し、最初の9編成も2006年（平成18年）8月までに追加搭載がなされた。地上区間では207系と同様に第二パンタグラフは降ろして運用されており、JR東西線乗り入れ時は尼崎駅と京橋駅で第二パンタグラフを上げ下げする。
また、D1 - D16編成では全ての車両にパンタグラフ台座が取り付けられているが、D17編成以降はクモハ321形とモハ321形以外の車両は省略とした。
冷房装置は集約分散式の WAU708（冷凍能力20,000 kcal/h）が1両につき2基搭載されている。1989年（平成元年）に登場した221系から採用された方式であるが、保守性を高めるため外装ケーシングの上下寸法が拡大されている。
ブレーキは電気指令式空気ブレーキが装備されており、ブレーキ制御装置は各車両に2基搭載し、台車ごとに個別制御を行う。これにより故障時の冗長性を高めたほか、装置自体を各台車直近に配置することで配管を簡素化、応答性も向上させている。
車両情報システムとして、東芝製のデジタル伝送装置を搭載する。インタフェースは車両間の幹線に10 Base相当のイーサネット、端末装置と機器の間に RS-485 が用いられている。全車共通設計を図るため先頭車の中央装置を排し、各車の端末装置にその機能を分担させた。伝送速度は207系の1 kbpsから10 Mbpsと大幅に向上し、力行・ブレーキの編成単位での制御が可能となった。幹線と端末装置を2重系として冗長性を確保しているが、従来の機器ごとの引き通し線も設けており、「ソフト・ハード双方の信頼性の実績を示すデータが蓄積できた後、伝送のみで制御するシステムに移行させる予定」としている。
連結器は1編成を1車両として運用する考え方を基本としたため、中間連結部は半永久連結器を使用することを基本としている。ただし明石支所にある車輪転削線の有効長の都合上、3両と4両に分割できるようにするためにモハ320形後位およびサハ321形前位は密着連結器としている。先頭車運転台寄りの連結器も密着連結器としているが、営業列車での増解結作業が存在しないことから、電気連結器・自動解結装置は搭載しない。
保安装置は、新製当初からATS-SW,ATS-Pに加えてEB・TE装置を搭載する。中間車と先頭車で床下機器配置を極力共通化するため、従来は床下に搭載されていたATS制御装置は床上に設置する事とした。それに対応するため、ATS-P制御装置を小型化し、ATS-SWとの機能集約を行ったATS-P3制御装置を開発して搭載した。
警笛は、空気笛・補助警笛のミュージックホーンが先頭車両床下に搭載されている。

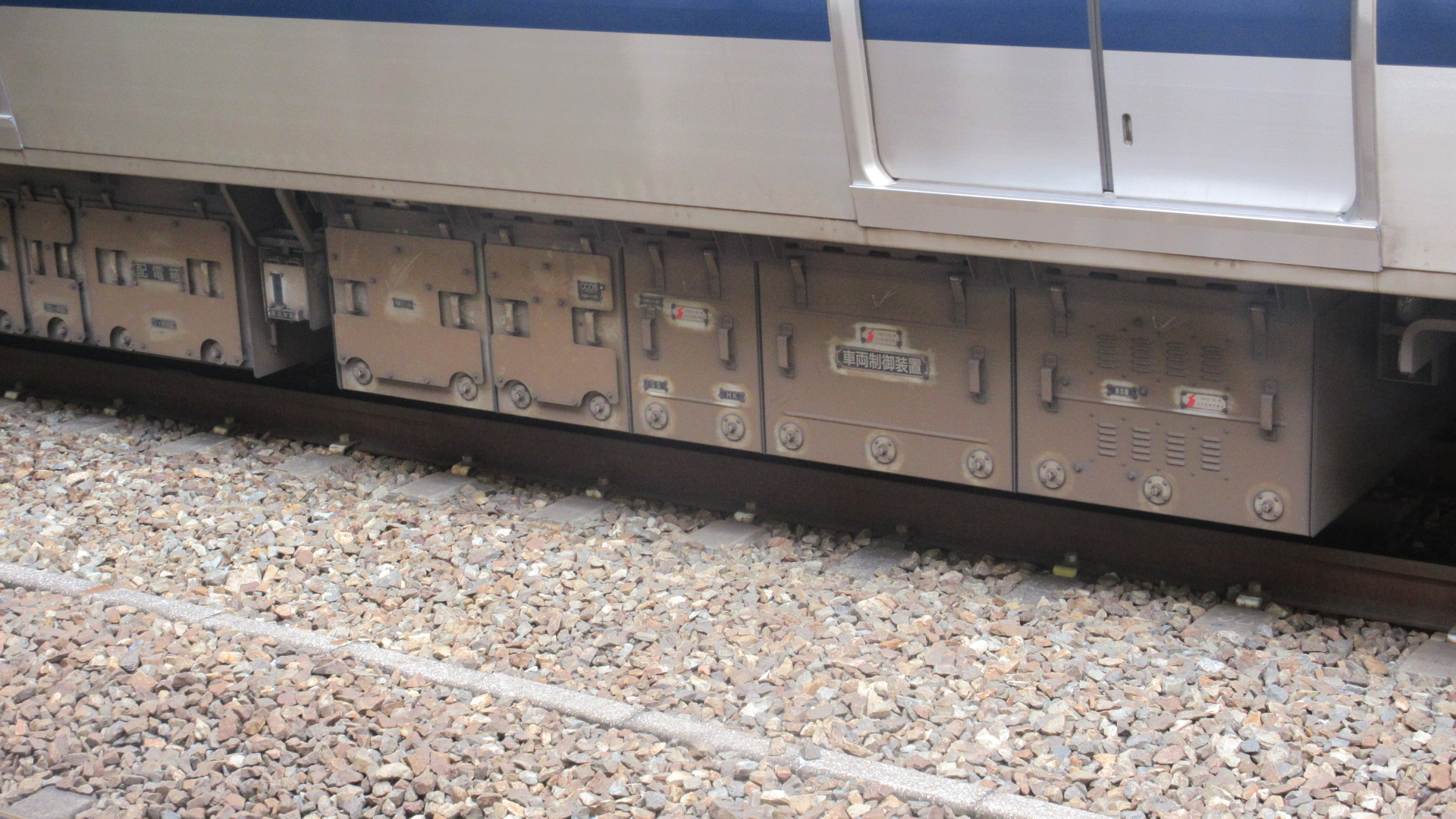
車両制御装置（山側）
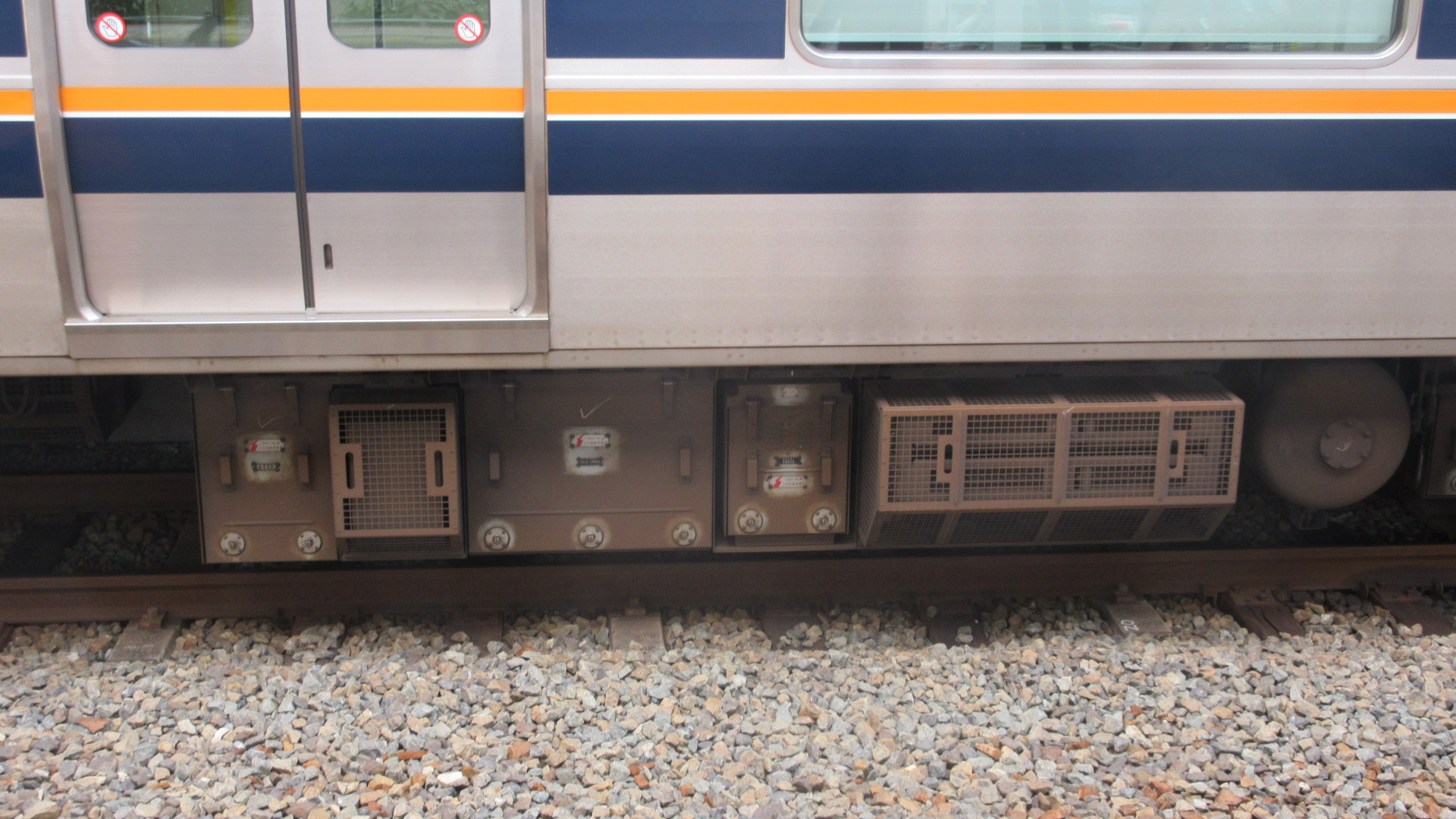
車両制御装置（浜側）
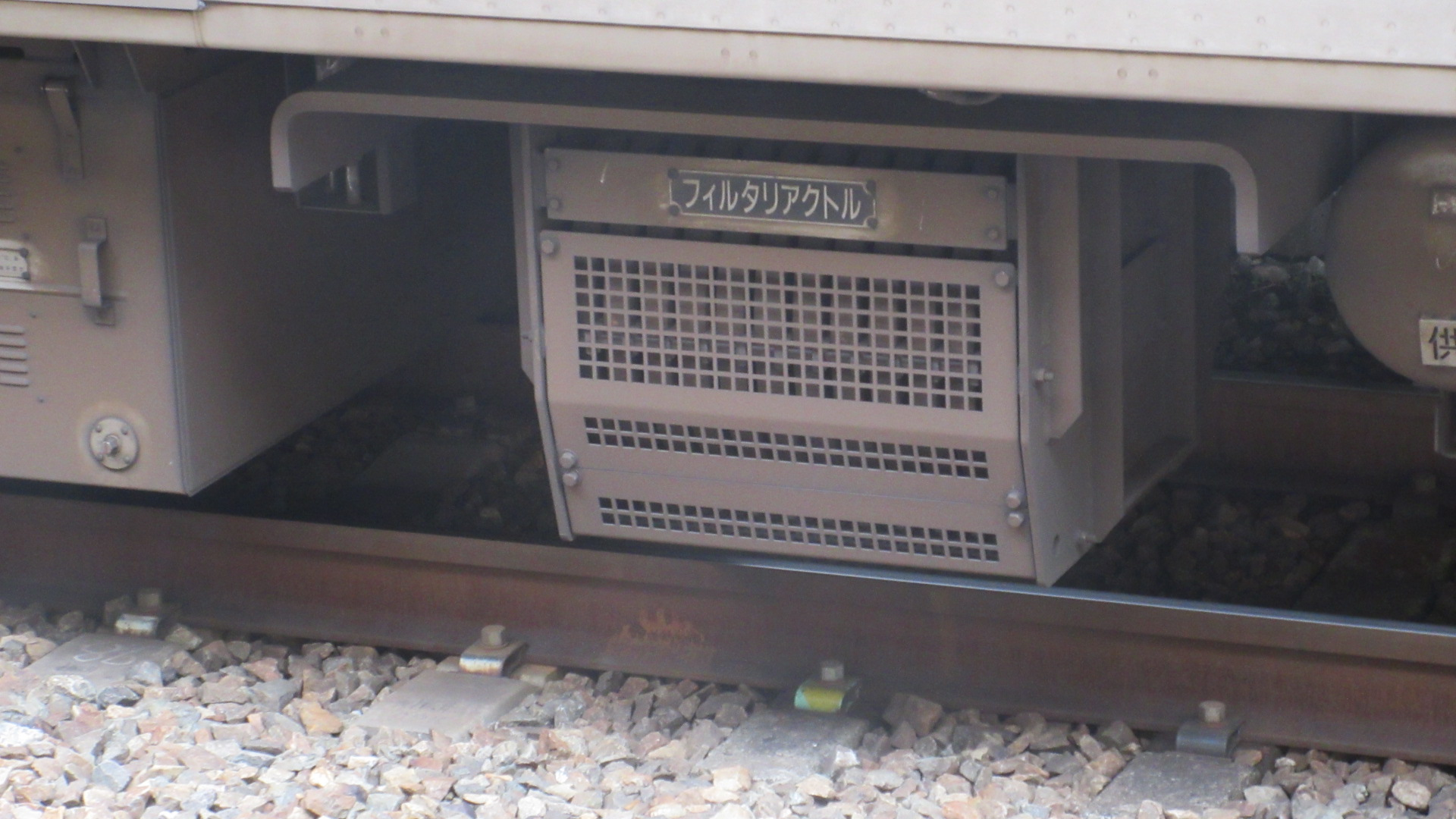
フィルタリアクトル
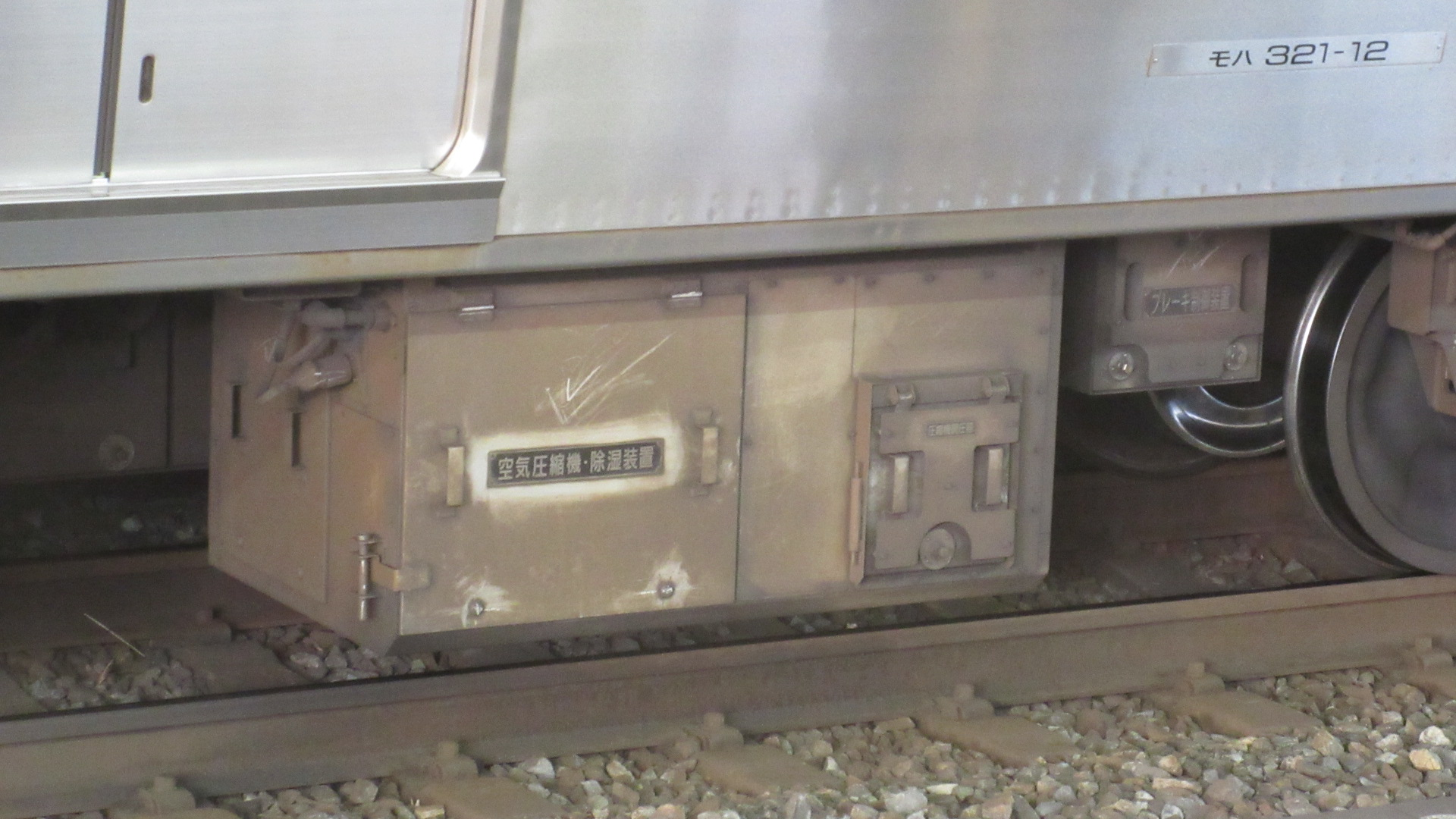
電動空気圧縮機・除湿装置
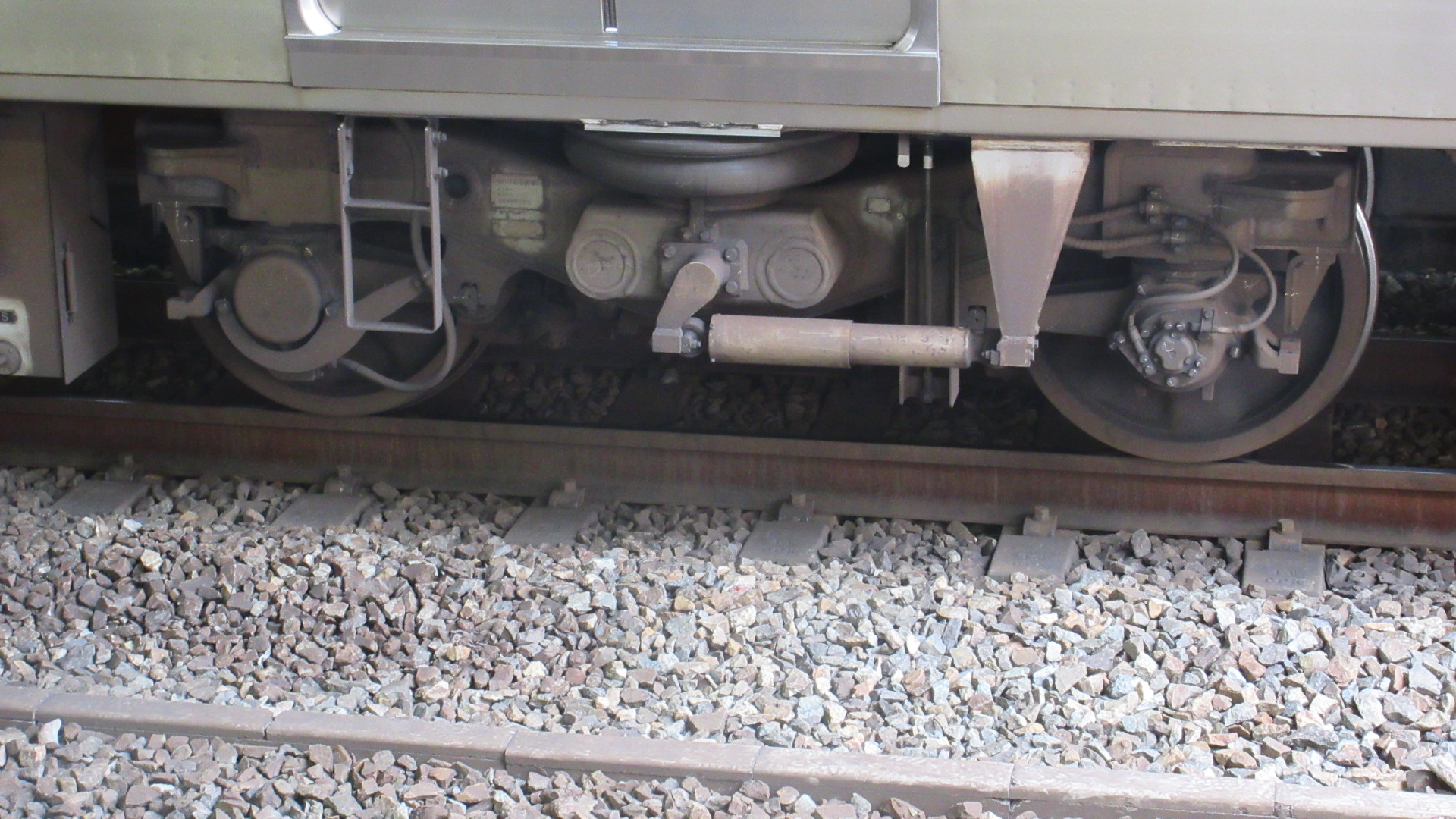
WDT63電動台車
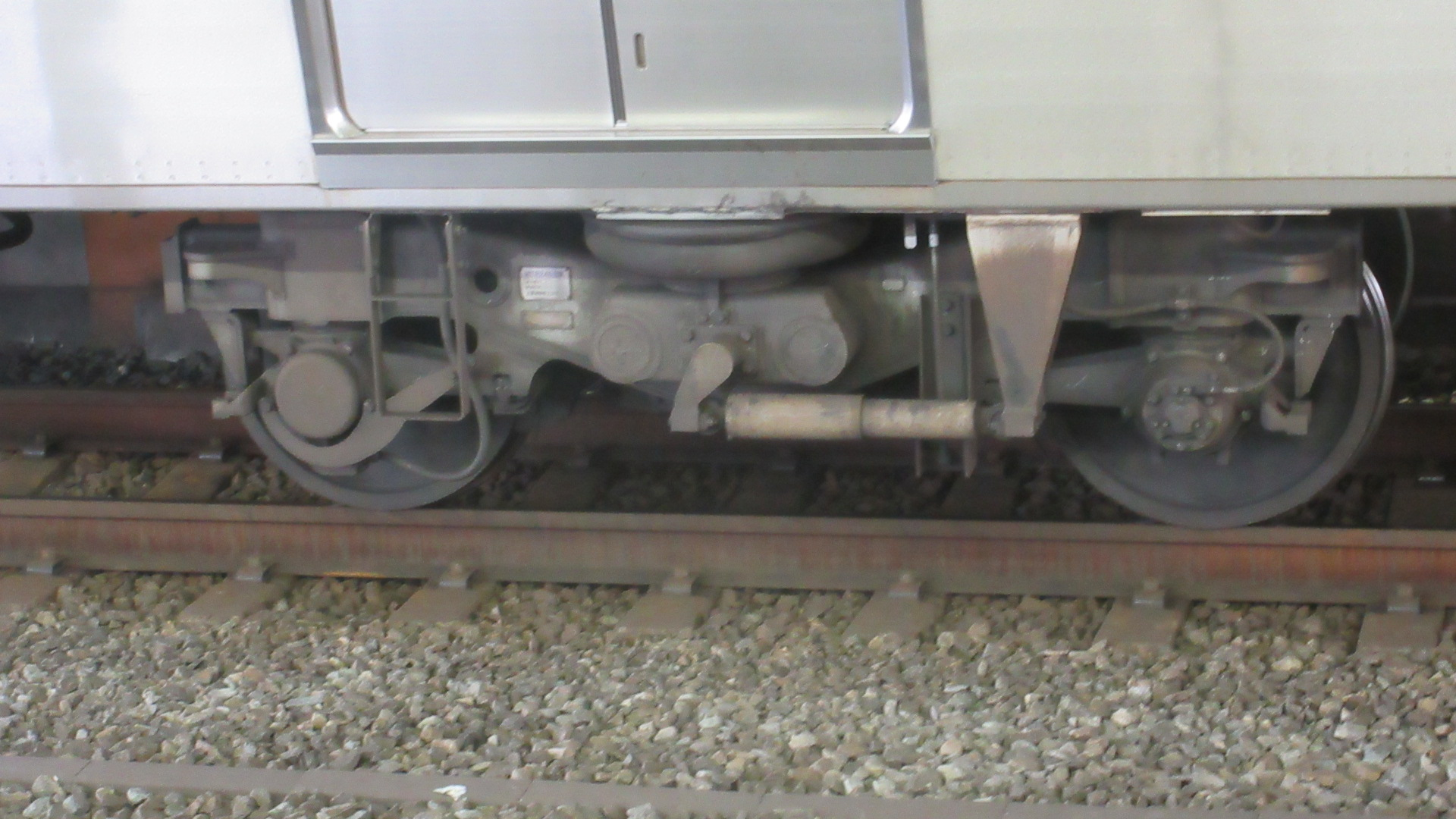
WTR246付随台車
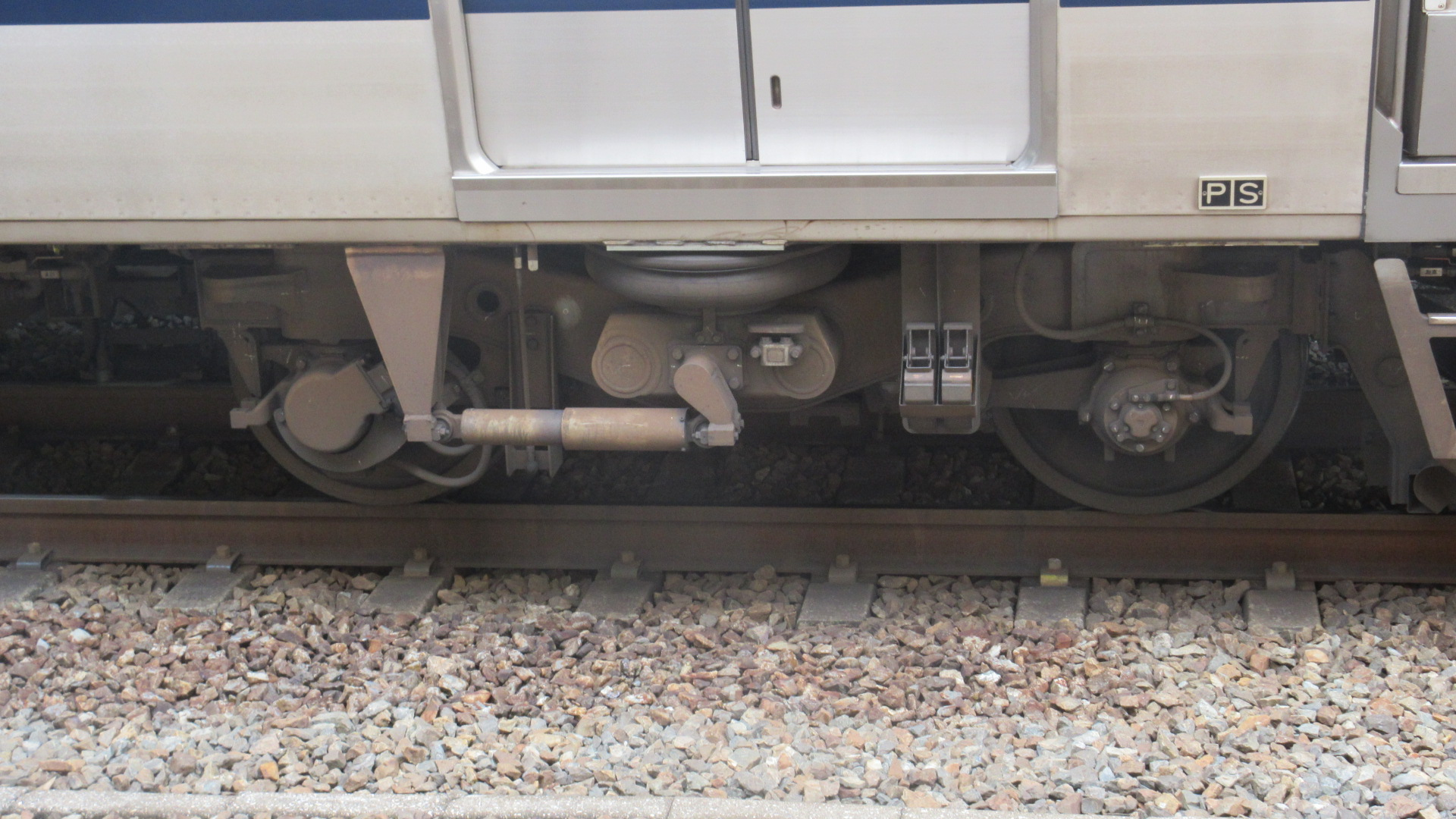
先頭車運転台寄りに装備されるWTR246A付随台車
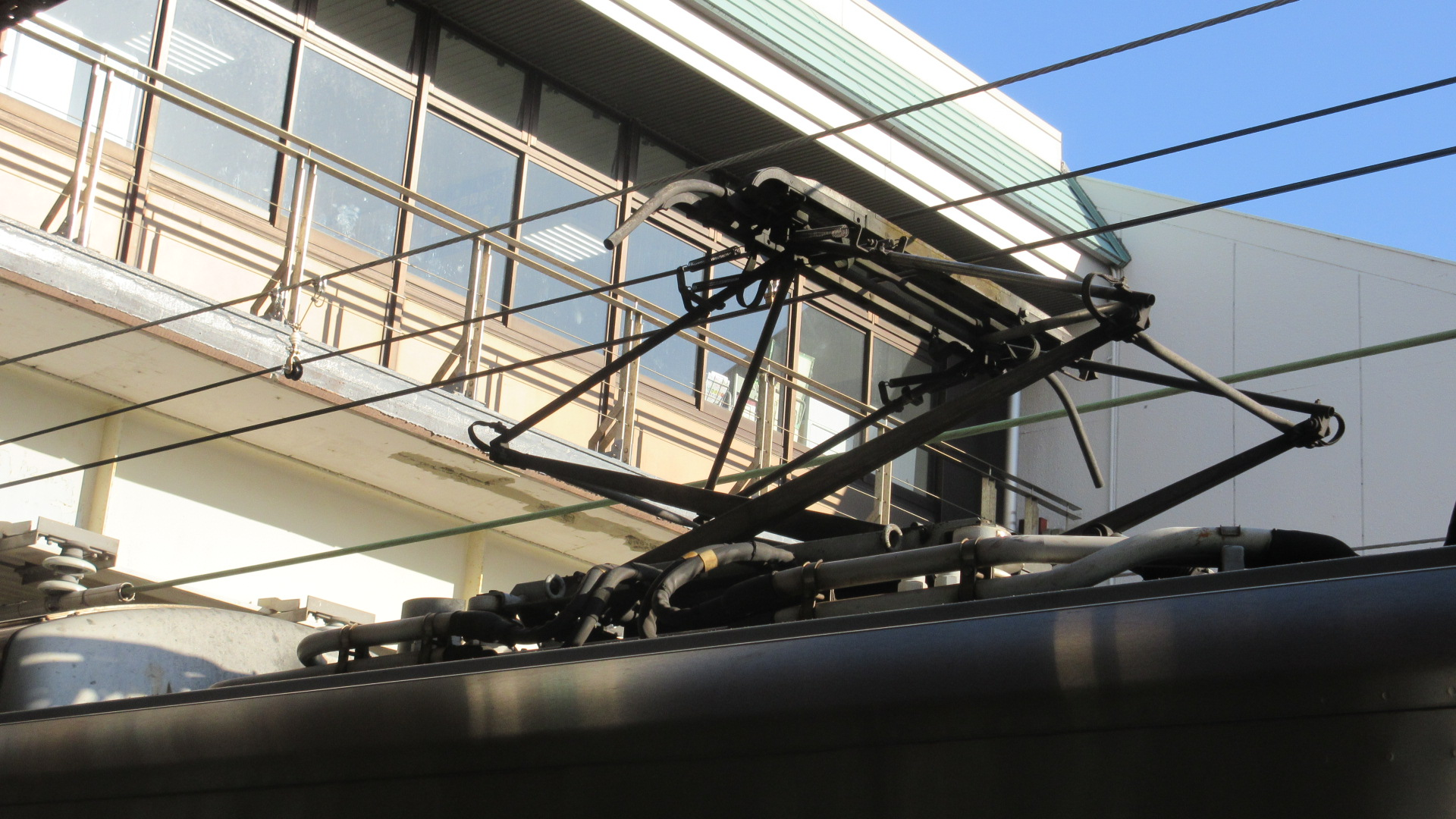
集電装置
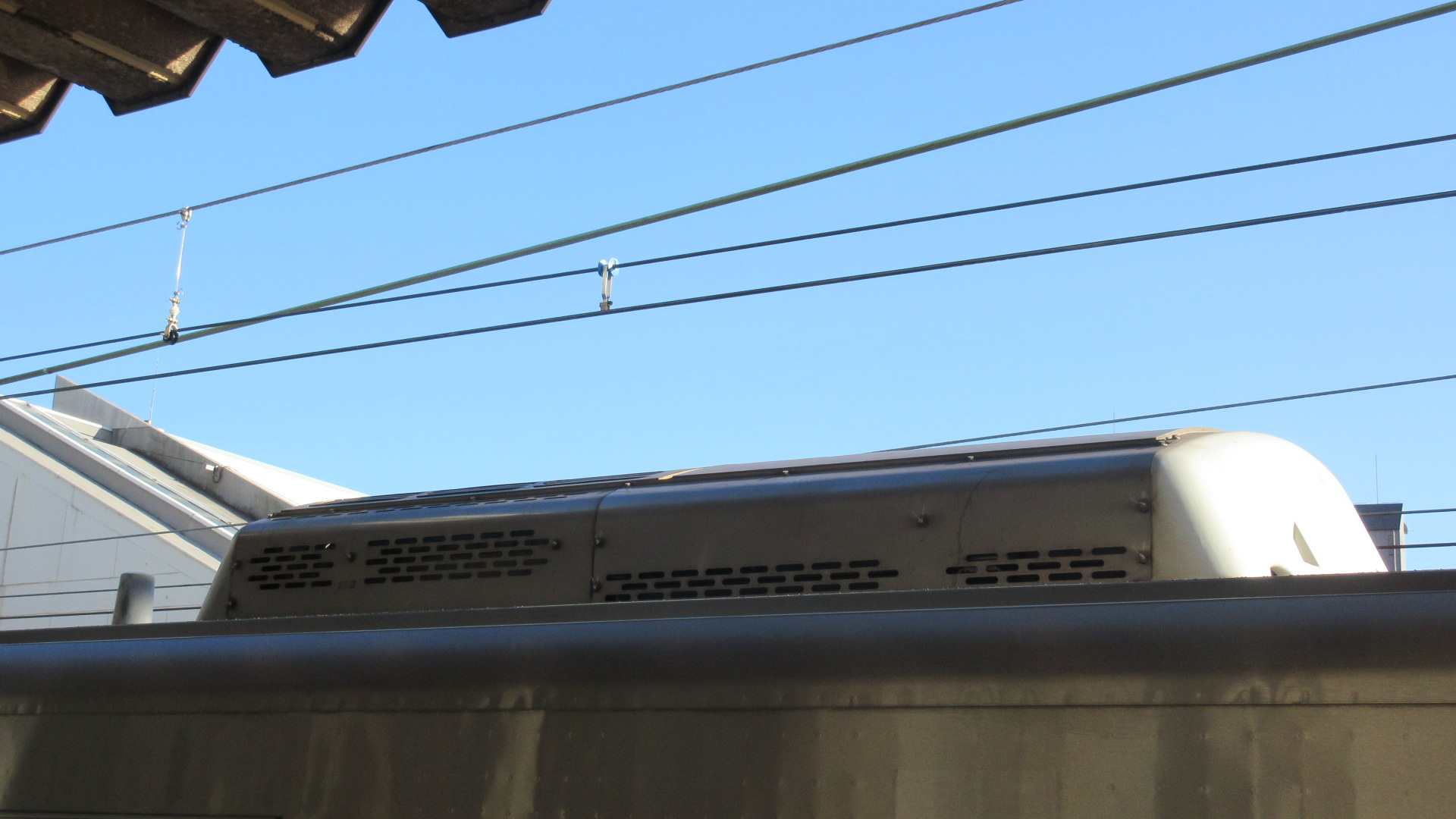
冷房装置

## 編成・形式
3両以上の編成では故障等による1インバータ（2モータ）解放時においても健全時と変わらぬ力行性能を確保させること（冗長化）を目的に、片方の台車を付随台車とする 0.5M 方式による全電動車編成を基本としているが、7両編成は解放時の影響が短編成に比べ相対的に小さいこと、207系とMT比を合わせることなどを目的に付随車を1両挿入している。電動車は全車に車両制御装置を搭載する。集電装置の有無によって321形と320形の区別を行っている（付随車のサハ321形を除く）。
車種は以下の5形式である。

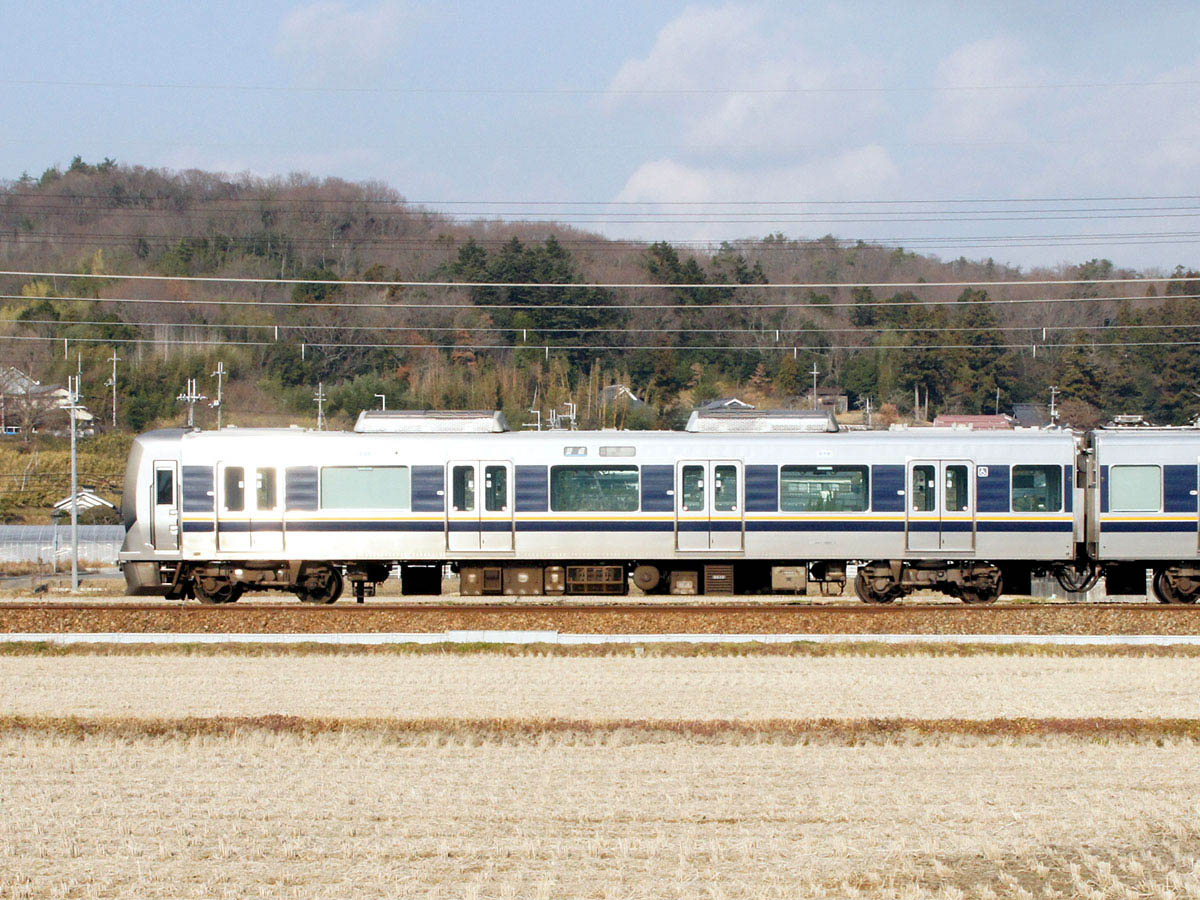
クモハ321形（Mc）
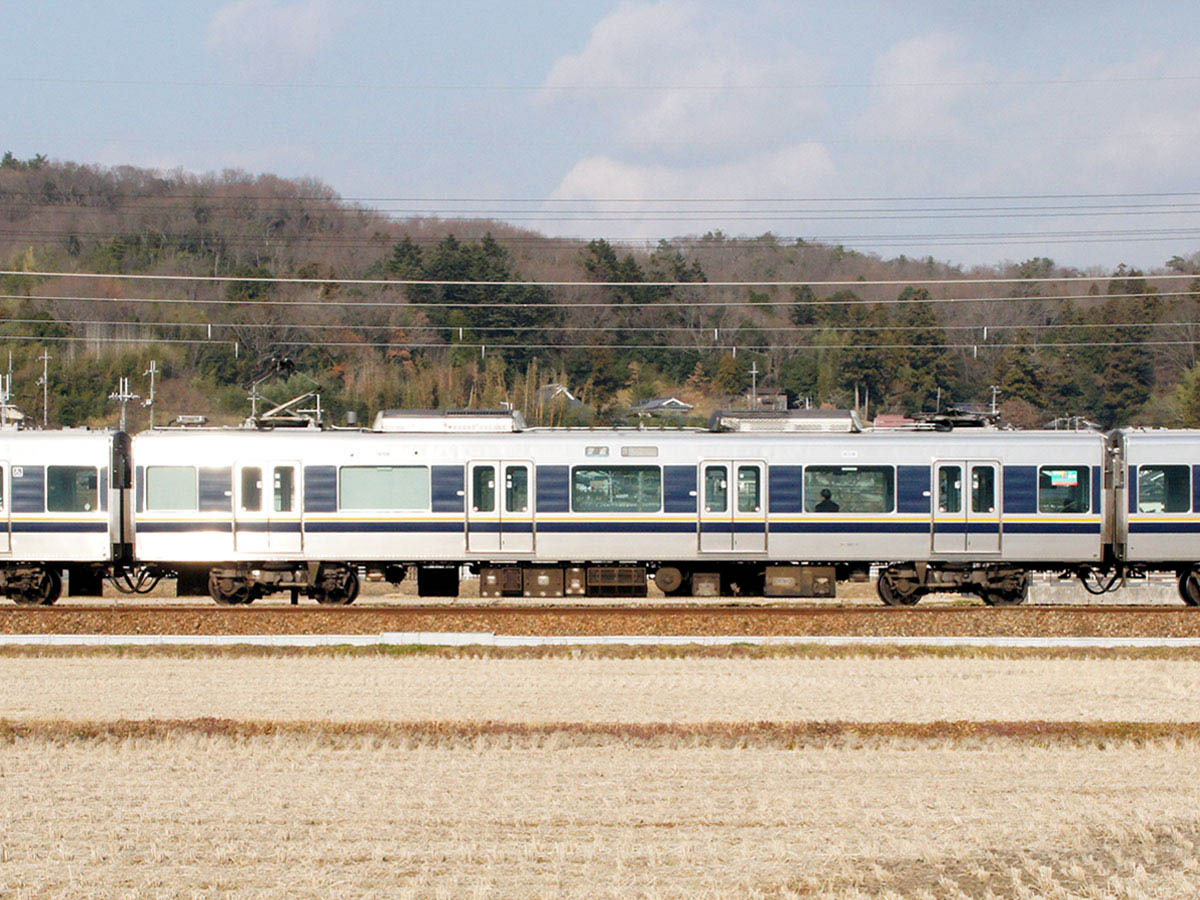
モハ321形 （2号車）
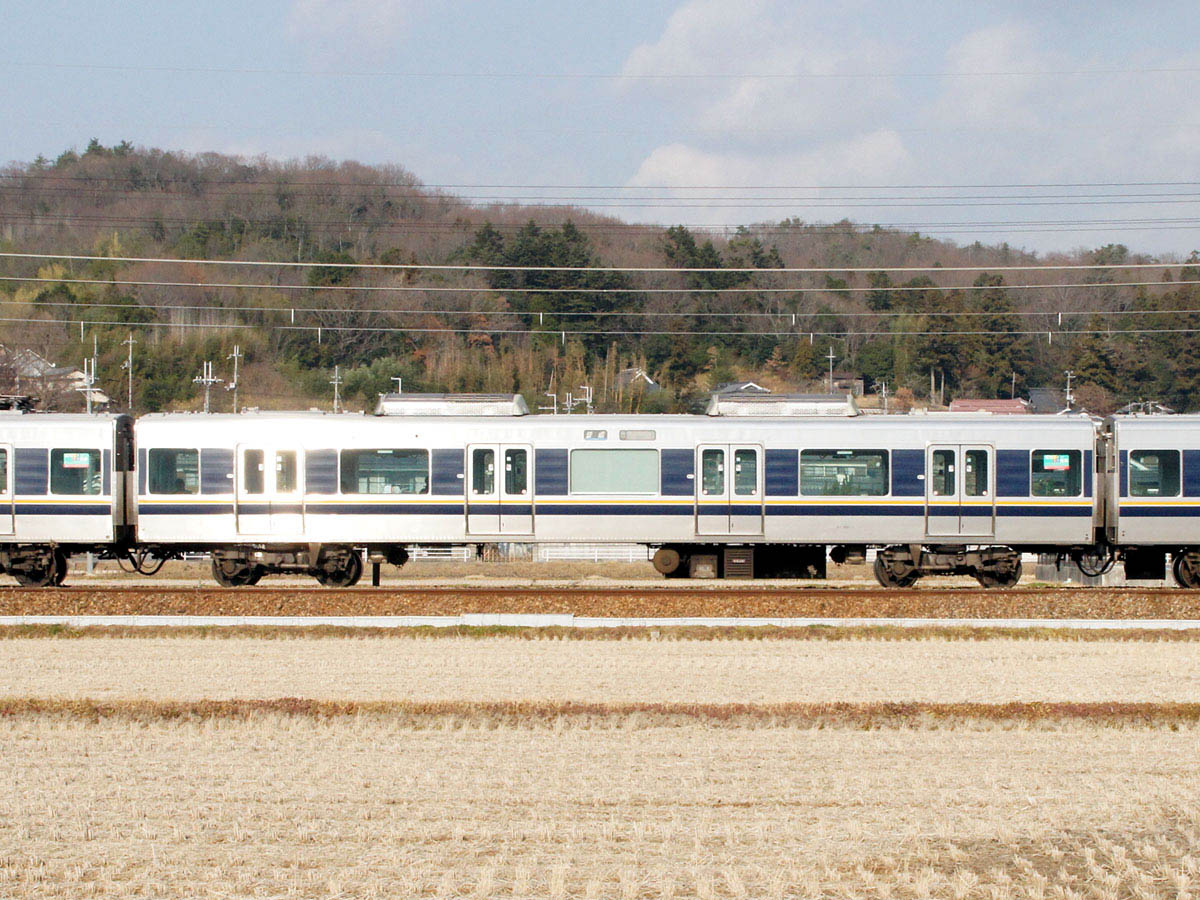
サハ321形 （3号車）
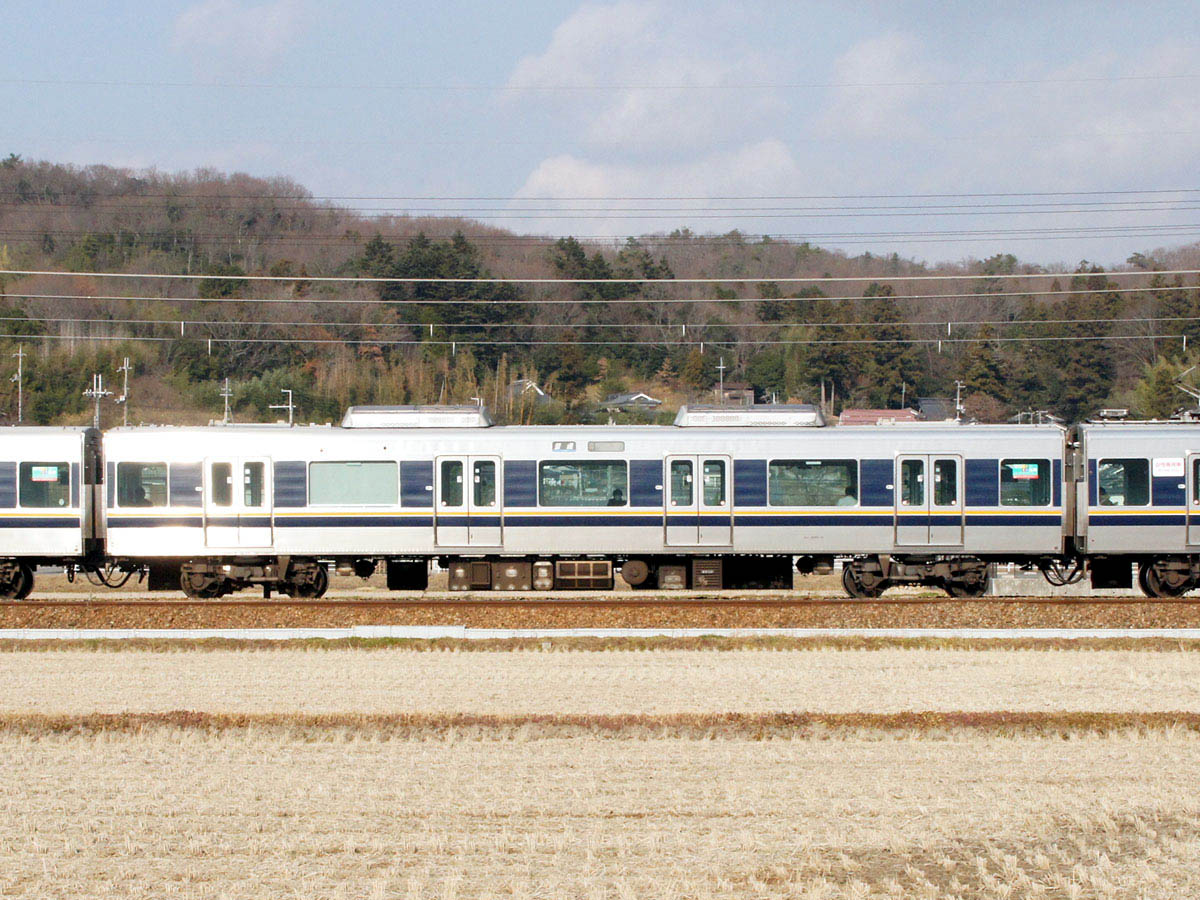
モハ320形 （4号車）
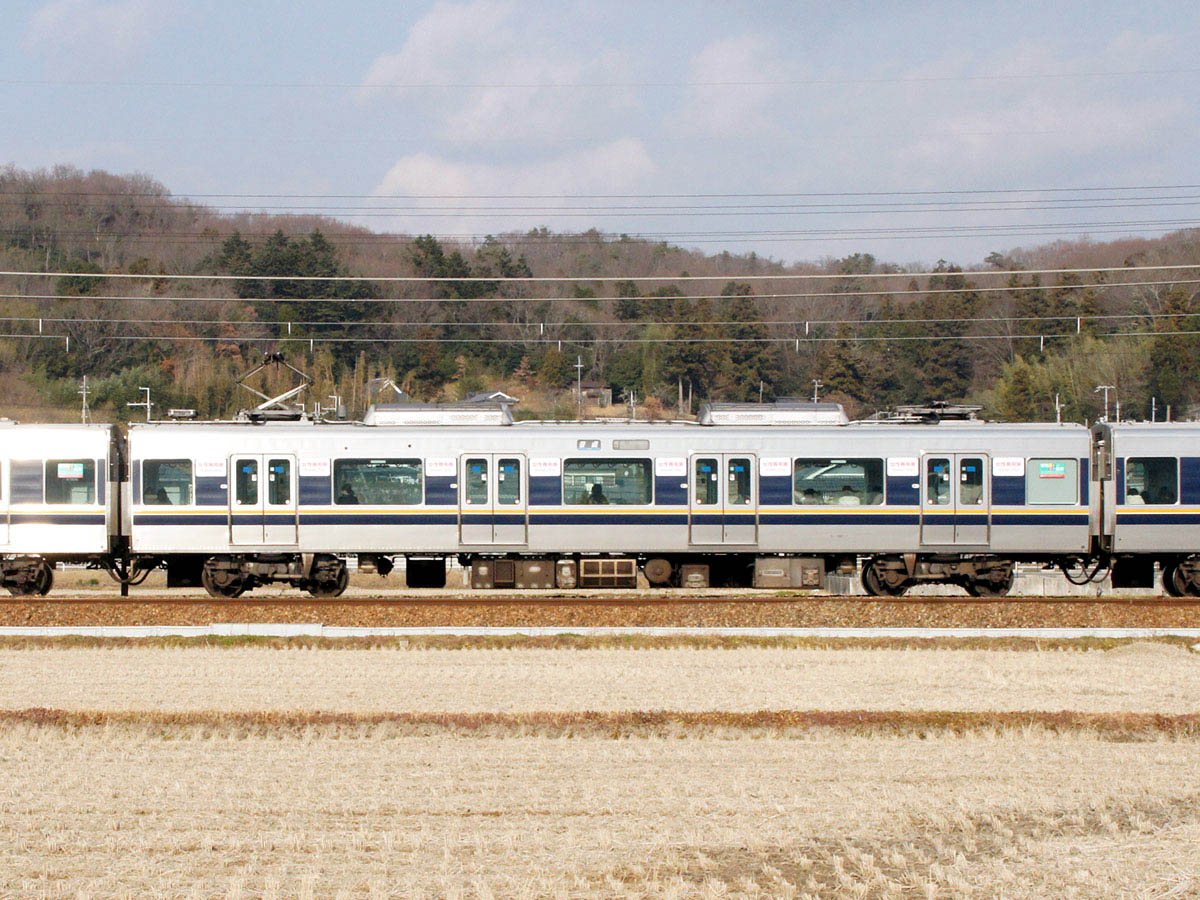
モハ321形 （5号車）
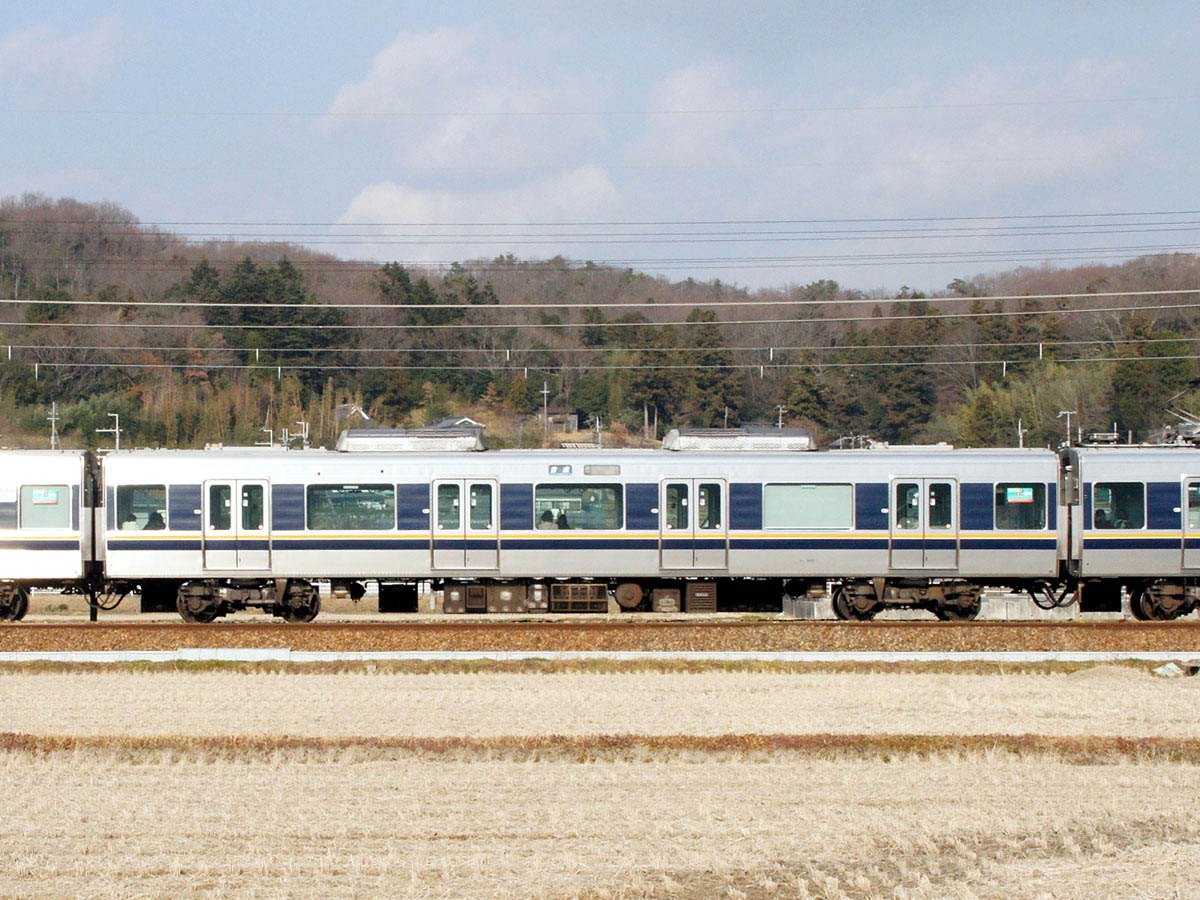
モハ320形 （6号車）
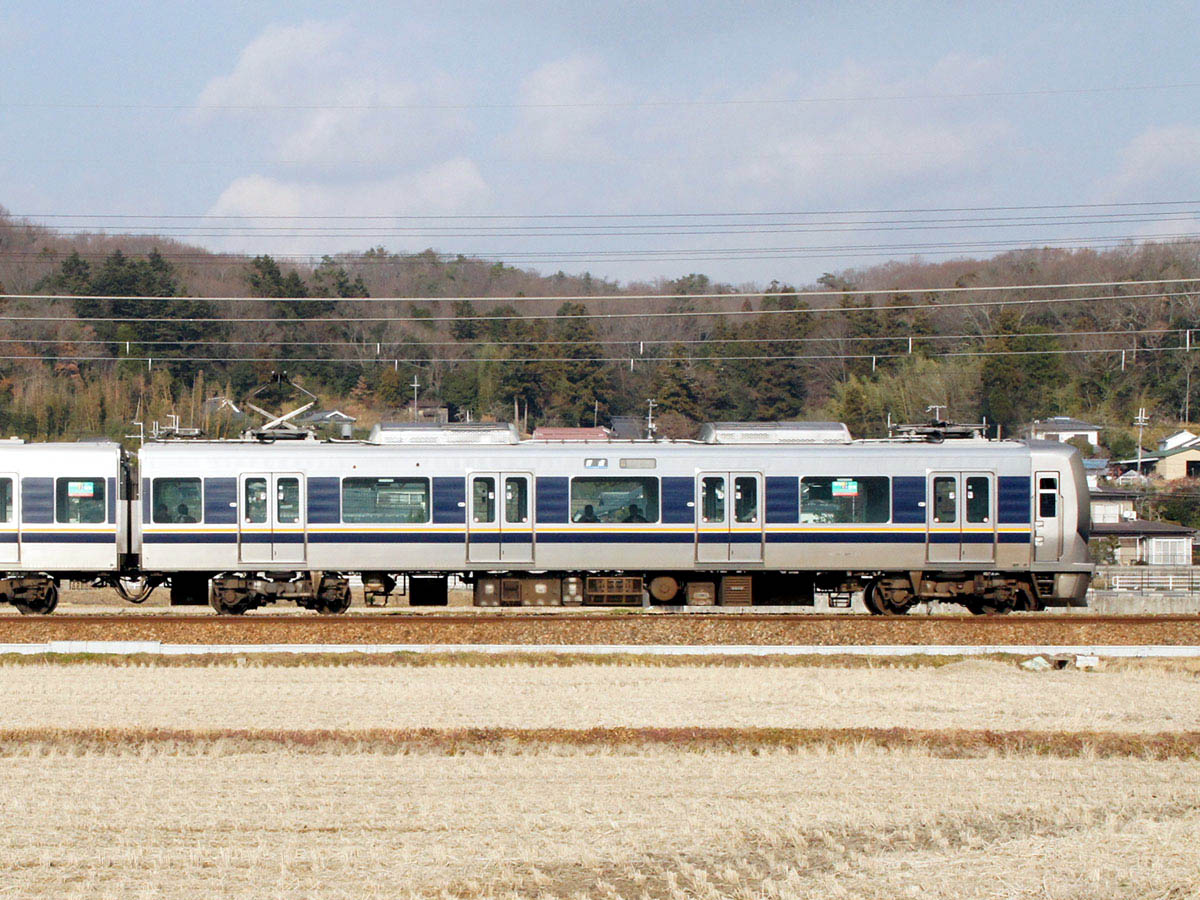
クモハ321形 （7号車）

京都・木津側（東）の先頭に連結されている制御電動車。車両制御装置・集電装置・蓄電池が搭載されている。空車重量35.6t。
- クモハ320形（Mc'）

西明石・新三田側（西）の先頭に連結されている制御電動車。車両制御装置・蓄電池が搭載されている。車内には車椅子スペースが設置されている。空車重量35.1 t。
- モハ321形（M）

車両制御装置・集電装置・空気圧縮機が搭載されている電動車。空車重量34.1 t。
- モハ320形（M'）

車両制御装置・蓄電池が搭載されている電動車。空車重量33.3 t。
- サハ321形（T）

蓄電池が搭載されている付随車。空車重量27.3 t。
| ← 草津・木津加古川・篠山口 → | ← 草津・木津加古川・篠山口 → | ← 草津・木津加古川・篠山口 → | ← 草津・木津加古川・篠山口 → | ← 草津・木津加古川・篠山口 → | ← 草津・木津加古川・篠山口 → | ← 草津・木津加古川・篠山口 → | ← 草津・木津加古川・篠山口 → |
| ---------------------------- | ---------------------------- | ---------------------------- | ---------------------------- | ---------------------------- | ---------------------------- | ---------------------------- | ---------------------------- |
| 形式                         | ◇ クモハ321 -#0 （Mc）       | モハ320 -#0 （M'）           | ◇ モハ321 -#0 （M）          | モハ320 -#0 （M'）           | サハ321 -#0 （T）            | ◇ モハ321 -#0 （M）          | クモハ320 -#0 （Mc'）        |
| 車両重量 （t）               | 35.6                         | 33.3                         | 34.1                         | 33.3                         | 27.3                         | 34.1                         | 35.1                         |
| 定員 （座席）                | 142 （44）                   | 156 （52）                   | 156 （52）                   | 156 （52）                   | 156 （52）                   | 156 （52）                   | 143 （40）                   |

- 背景色が■黄緑の車両 (5号車) は女性専用車両[注 10]。

- クモハ320形
（1号車）
- モハ321形
（2号車）
- サハ321形
（3号車）
- モハ320形
（4号車）
- モハ321形
（5号車）
- モハ320形
（6号車）
- クモハ321形
（7号車）

### 編成表
2025年（令和5年）4月1日現在
- 全車近畿車輛で製造

| ← 草津・木津加古川・篠山口 → | ← 草津・木津加古川・篠山口 → | ← 草津・木津加古川・篠山口 → | ← 草津・木津加古川・篠山口 → | ← 草津・木津加古川・篠山口 → | ← 草津・木津加古川・篠山口 → | ← 草津・木津加古川・篠山口 → | ← 草津・木津加古川・篠山口 → | ← 草津・木津加古川・篠山口 → | ← 草津・木津加古川・篠山口 → | ← 草津・木津加古川・篠山口 → |
| ---------------------------- | ---------------------------- | ---------------------------- | ---------------------------- | ---------------------------- | ---------------------------- | ---------------------------- | ---------------------------- | ---------------------------- | ---------------------------- | ---------------------------- |
| 編成番号                     | クモハ 321                   | モハ 320                     | モハ 321                     | モハ 320                     | サハ 321                     | モハ 321                     | クモハ 320                   | 落成日                       | 2パンタ化                    | 備考                         |
| D1                           | 1                            | 1                            | 1                            | 2                            | 1                            | 2                            | 1                            | 2005/07/19                   | 2006/08/27                   |                              |
| D2                           | 2                            | 3                            | 3                            | 4                            | 2                            | 4                            | 2                            | 2005/09/08                   | 2006/06/03                   |                              |
| D3                           | 3                            | 5                            | 5                            | 6                            | 3                            | 6                            | 3                            | 2005/09/15                   | 2006/06/13                   |                              |
| D4                           | 4                            | 7                            | 7                            | 8                            | 4                            | 8                            | 4                            | 2005/09/27                   | 2006/06/30                   |                              |
| D5                           | 5                            | 9                            | 9                            | 10                           | 5                            | 10                           | 5                            | 2005/10/03                   | 2006/07/09                   |                              |
| D6                           | 6                            | 11                           | 11                           | 12                           | 6                            | 12                           | 6                            | 2005/10/11                   | 2006/07/29                   |                              |
| D7                           | 7                            | 13                           | 13                           | 14                           | 7                            | 14                           | 7                            | 2005/11/18                   | 2006/08/04                   |                              |
| D8                           | 8                            | 15                           | 15                           | 16                           | 8                            | 16                           | 8                            | 2005/10/24                   | 2006/08/12                   |                              |
| D9                           | 9                            | 17                           | 17                           | 18                           | 9                            | 18                           | 9                            | 2005/11/04                   | 2006/09/09                   |                              |
| D10                          | 10                           | 19                           | 19                           | 20                           | 10                           | 20                           | 10                           | 2005/11/17                   | 新製時より                   |                              |
| D11                          | 11                           | 21                           | 21                           | 22                           | 11                           | 22                           | 11                           | 2005/11/24                   | 新製時より                   |                              |
| D12                          | 12                           | 23                           | 23                           | 24                           | 12                           | 24                           | 12                           | 2005/11/29                   | 新製時より                   |                              |
| D13                          | 13                           | 25                           | 25                           | 26                           | 13                           | 26                           | 13                           | 2005/12/05                   | 新製時より                   |                              |
| D14                          | 14                           | 27                           | 27                           | 28                           | 14                           | 28                           | 14                           | 2006/01/13                   | 新製時より                   |                              |
| D15                          | 15                           | 29                           | 29                           | 30                           | 15                           | 30                           | 15                           | 2006/01/30                   | 新製時より                   |                              |
| D16                          | 16                           | 31                           | 31                           | 32                           | 16                           | 32                           | 16                           | 2006/02/12                   | 新製時より                   |                              |
| D17                          | 17                           | 33                           | 33                           | 34                           | 17                           | 34                           | 17                           | 2006/02/23                   | 新製時より                   |                              |
| D18                          | 18                           | 35                           | 35                           | 36                           | 18                           | 36                           | 18                           | 2006/03/07                   | 新製時より                   |                              |
| D19                          | 19                           | 37                           | 37                           | 38                           | 19                           | 38                           | 19                           | 2006/03/13                   | 新製時より                   |                              |
| D20                          | 20                           | 39                           | 39                           | 40                           | 20                           | 40                           | 20                           | 2006/03/21                   | 新製時より                   |                              |
| D21                          | 21                           | 41                           | 41                           | 42                           | 21                           | 42                           | 21                           | 2006/04/04                   | 新製時より                   |                              |
| D22                          | 22                           | 43                           | 43                           | 44                           | 22                           | 44                           | 22                           | 2006/04/21                   | 新製時より                   |                              |
| D23                          | 23                           | 45                           | 45                           | 46                           | 23                           | 46                           | 23                           | 2006/04/25                   | 新製時より                   |                              |
| D24                          | 24                           | 47                           | 47                           | 48                           | 24                           | 48                           | 24                           | 2006/05/16                   | 新製時より                   |                              |
| D25                          | 25                           | 49                           | 49                           | 50                           | 25                           | 50                           | 25                           | 2006/06/02                   | 新製時より                   |                              |
| D26                          | 26                           | 51                           | 51                           | 52                           | 26                           | 52                           | 26                           | 2006/06/07                   | 新製時より                   |                              |
| D27                          | 27                           | 53                           | 53                           | 54                           | 27                           | 54                           | 27                           | 2006/06/13                   | 新製時より                   |                              |
| D28                          | 28                           | 55                           | 55                           | 56                           | 28                           | 56                           | 28                           | 2006/06/20                   | 新製時より                   |                              |
| D29                          | 29                           | 57                           | 57                           | 58                           | 29                           | 58                           | 29                           | 2006/06/29                   | 新製時より                   |                              |
| D30                          | 30                           | 59                           | 59                           | 60                           | 30                           | 60                           | 30                           | 2006/07/04                   | 新製時より                   |                              |
| D31                          | 31                           | 61                           | 61                           | 62                           | 31                           | 62                           | 31                           | 2006/07/18                   | 新製時より                   |                              |
| D32                          | 32                           | 63                           | 63                           | 64                           | 32                           | 64                           | 32                           | 2006/07/25                   | 新製時より                   |                              |
| D33                          | 33                           | 65                           | 65                           | 66                           | 33                           | 66                           | 33                           | 2006/08/08                   | 新製時より                   |                              |
| D34                          | 34                           | 67                           | 67                           | 68                           | 34                           | 68                           | 34                           | 2006/08/22                   | 新製時より                   |                              |
| D35                          | 35                           | 69                           | 69                           | 70                           | 35                           | 70                           | 35                           | 2006/08/29                   | 新製時より                   |                              |
| D36                          | 36                           | 71                           | 71                           | 72                           | 36                           | 72                           | 36                           | 2006/09/26                   | 新製時より                   |                              |
| D37                          | 37                           | 73                           | 73                           | 74                           | 37                           | 74                           | 37                           | 2006/10/10                   | 新製時より                   |                              |
| D38                          | 38                           | 75                           | 75                           | 76                           | 38                           | 74                           | 38                           | 2006/11/28                   | 新製時より                   |                              |
| D39                          | 39                           | 77                           | 77                           | 78                           | 39                           | 78                           | 39                           | 2006/12/19                   | 新製時より                   |                              |

## 車両配置と運用線区

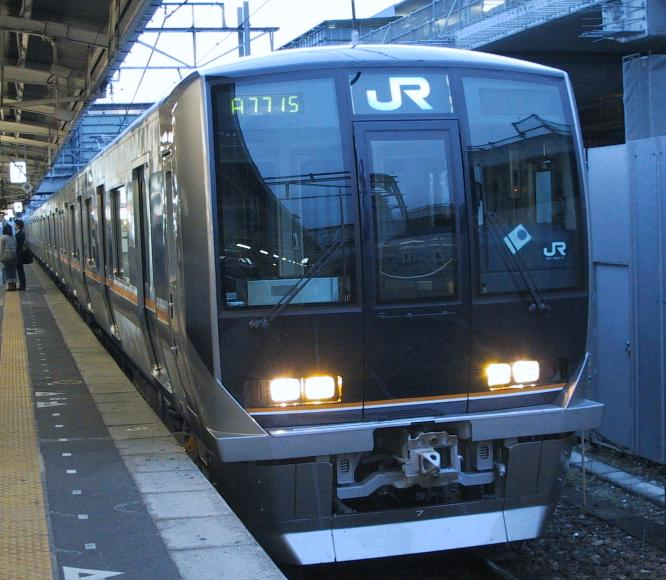
長期試運転時に姫路駅に入線した321系
（2005年）

第1編成は2005年（平成17年）7月19日に近畿車輛で落成し、その後第2編成以降も同社で順次製造されたが、同年12月1日までは全ての編成が長期的に試運転が行われたり、普段は乗り入れがない福知山電車区（現：吹田総合車両所福知山支所）や、後に乗り入れを開始する奈良電車区（現：吹田総合車両所奈良支所）へと回送されて乗務員訓練を行った。
当初は201系・205系や207系試作編成と共通運用されていたが、2007年（平成19年）1月までに全編成が出そろい、同年3月18日をもって普通列車は207系・321系に統一された。ただし一部の編成は回生ブレーキ改善工事のため、近畿車輛に入場しており、この時は置き換えられた201系の一部が運用に復帰している。
前述のパンタグラフ増設によりJR東西線への乗り入れが可能となり、2008年（平成20年）3月15日よりJR東西線・片町線（学研都市線）京田辺駅への乗り入れが開始された。2010年（平成22年）3月13日からは木津駅 - 同志社前駅間各駅のホームが7両編成対応となったことで、快速の運用にも充当されるようになった。その後2012年（平成24年）より、おおさか東線・関西本線（大和路線）に直通する直通快速にも充当されるようになった。
2025年（令和7年）4月1日現在、39本273両全てが網干総合車両所明石支所に配置されている。

### 運用の現況

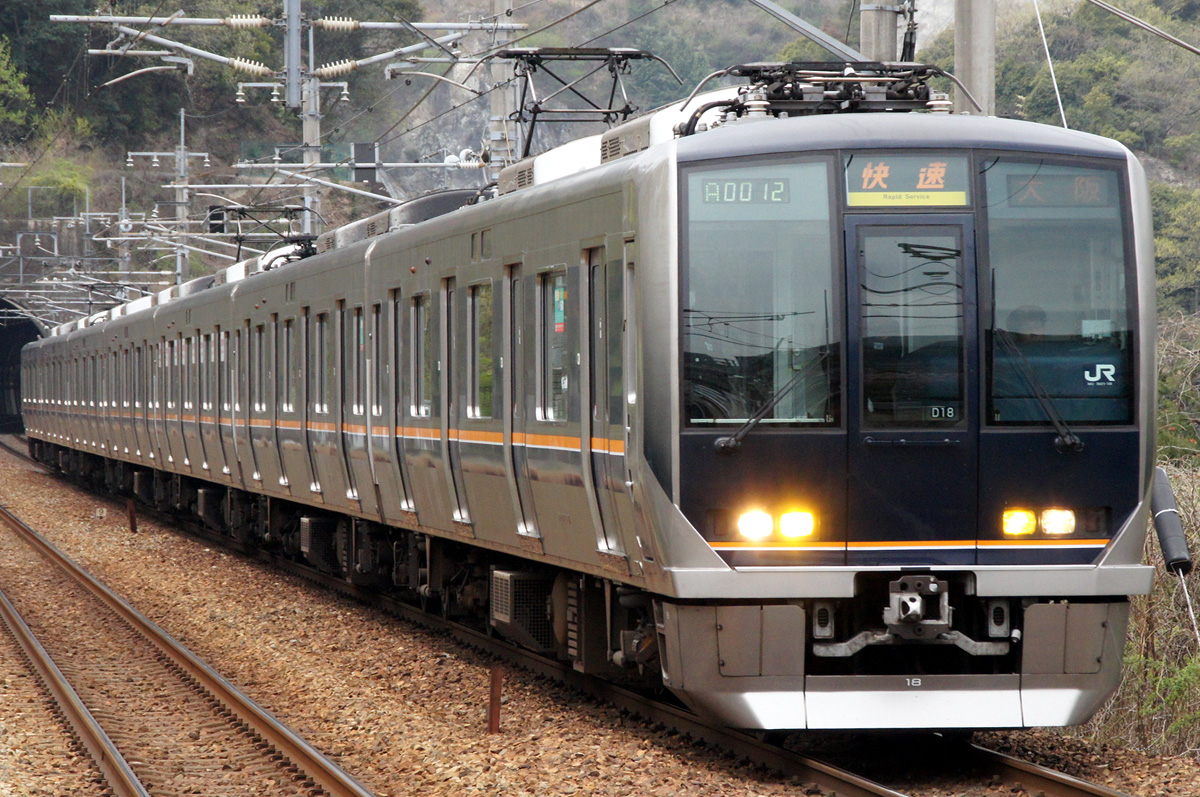
JR宝塚線快速
（2011年）

2023年（令和5年）3月18日時点の定期運用区間を次に記す（全て207系と共通運用）。
- 東海道本線・山陽本線（琵琶湖線・JR京都線・JR神戸線）：草津駅 - 加古川駅間
  - 日中は高槻駅 - 西明石駅間で運用され、京都駅乗り入れは日中以外、草津駅・加古川駅乗り入れは平日朝ラッシュ時（草津駅乗り入れの到着後は回送で野洲駅まで入線。折返しは回送で京都駅まで）、野洲駅乗り入れは京都発の最終電車（毎日運転。折返しは早朝に京都駅まで回送）のみだったが2021年（令和3年）春のダイヤ改正で消滅している。
- 福知山線（JR宝塚線）：尼崎駅 - 篠山口駅間
  - 日中は尼崎駅 - 篠山口駅間[26][注 12]で運用され、2023年（令和5年）3月17日までは篠山口駅乗り入れは朝晩のみであった。基本的に東海道本線（JR京都線・神戸線：京都駅 - 大阪駅 - 尼崎駅間）直通の普通およびJR東西線・片町線（学研都市線）と直通の快速・区間快速・普通列車で運用されている。
- JR東西線・片町線（学研都市線）・関西本線（大和路線）：尼崎駅 - 京橋駅 - 木津駅 - 奈良駅間
  - 東海道本線・山陽本線（JR神戸線）・福知山線（JR宝塚線）と直通運転を行うほか、片町線（学研都市線）内のみの運用もある。

和田岬線はホームが6両編成分しかないため、7両貫通編成である本形式の運用はない。

### 過去の運用線区

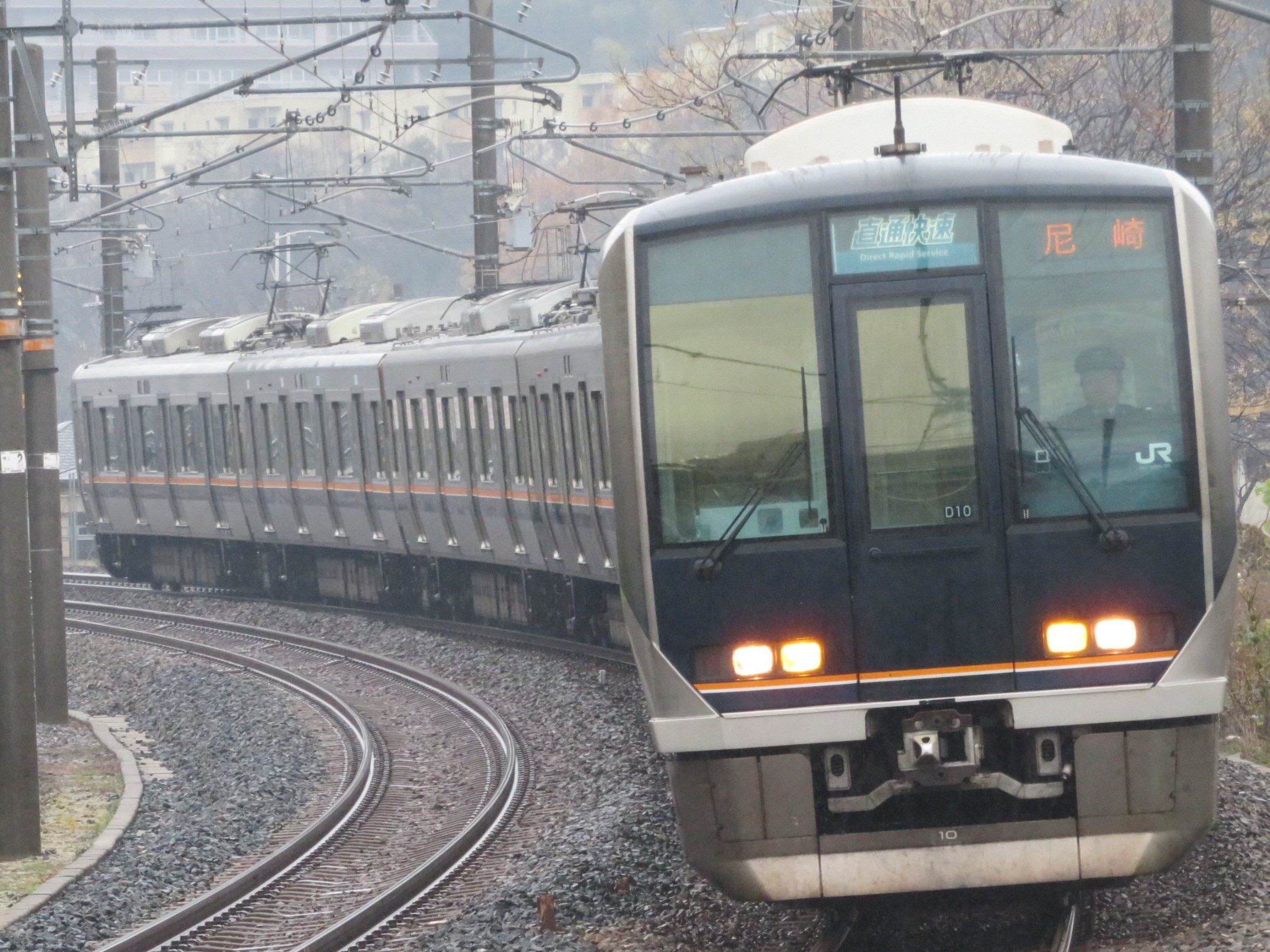
大和路線・おおさか東線直通快速
（2018年 河内堅上駅 - 三郷駅間）

- おおさか東線・関西本線（大和路線）：新大阪駅 - 久宝寺駅 - 奈良駅間
  - 新大阪駅 - 奈良駅間をおおさか東線・関西本線（大和路線）経由で運転している直通快速に充当され、一部区間では120 km/h運転を実施していた。2019年（平成31年）3月16日のダイヤ改正までは、放出駅からJR東西線・学研都市線に乗り入れて尼崎駅発着として運行されていた。直通快速は2023年（令和5年）3月のダイヤ改正で奈良支所の221系に置き換えられる形で撤退した[27][28]。
- 2016年（平成28年）3月25日までは朝夕に湖西線堅田駅・近江舞子駅までの運用が存在した。